# Leica Camera

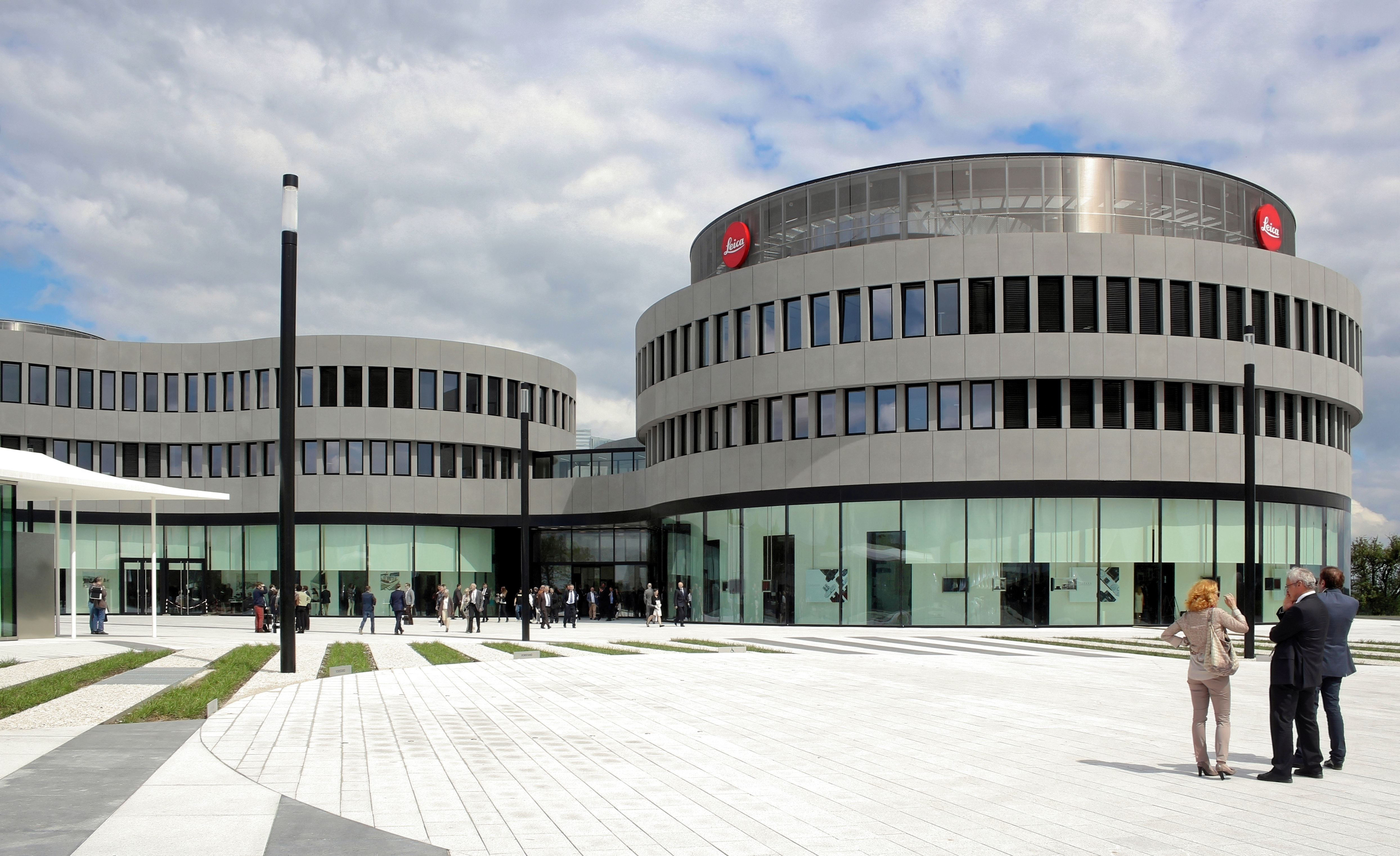
Hauptsitz in Wetzlar, Leica-Welt, seit 2014

Die Leica Camera AG (Leica: Abkürzung für Leitz(sche) Camera) ist ein Hersteller von Kameras, Objektiven und Sportoptikprodukten mit Sitz in Wetzlar. Darüber hinaus ist das Unternehmen im Bereich Brillengläser, mechanische Uhren, Smartphones und Zubehör sowie in der Fertigung von Projektoren für das Heimkino-Segment tätig.
Die Ursprünge des Unternehmens reichen bis in das Jahr 1869 zurück, als Ernst Leitz I das 1849 von Carl Kellner gegründete Optische Institut übernahm. Leica besteht in seiner heutigen Form seit 1986, nachdem die Aktivitäten zum Fotobereich in der Leica Camera GmbH gebündelt wurden.
Neben dem Hauptsitz in Wetzlar (Deutschland) betreibt Leica einen weiteren Produktionsstandort in Vila Nova de Famalicão (Portugal). Leica unterhält ein weltweites Vertriebsnetz mit rund 120 Leica Stores und beschäftigte im Geschäftsjahr 2023/2024 weltweit rund 2400 Mitarbeiter. Der Umsatz betrug 554 Millionen Euro.
Bestandteil des Unternehmens ist auch die Förderung der Kultur der Fotografie. Dazu gehören rund 30 Leica-Galerien, die Leica-Akademien sowie internationale Auszeichnungen wie der Leica Hall of Fame Award und der Leica Oskar Barnack Award (LOBA).

## Unternehmensentwicklung

### Vorgeschichte
1849 wurde das Optische Institut durch Carl Kellner in Wetzlar gegründet. Dieser verstarb 1855 und sein Nachfolger wurde Christian Belthle. 1865 trat Ernst Leitz I als Mechanikergeselle in das Unternehmen ein und wurde im Jahr darauf Teilhaber der Werkstatt.

### Gründung und Etablierung
Nachdem Belthle 1869 verstorben war, übernahm Leitz das Unternehmen und benannte es in Optisches Institut von Ernst Leitz um. Das Unternehmen beschäftigte sich zunächst ausschließlich mit der Herstellung von Mikroskopen. Später begann das Unternehmen mit der Herstellung von Ferngläsern und 1910 mit Kinoprojektoren für Filmvorführungen.
1914 begann durch Oskar Barnack die Entwicklung der Leica Kameras. Barnack war zu dieser Zeit Entwicklungschef bei Leitz und zudem Hobbyfotograf. Aufgrund seiner angegriffenen Gesundheit wollte er die damaligen schweren Plattenkameras nicht mehr tragen. Das Ziel war damals, eine kompakte Kamera zu entwickeln, die 35-mm-Kinofilme testweise belichten konnte, damit nicht mehr das Hauptmagazin geöffnet werden muss, wie bei größeren Kameras zu dieser Zeit. Der hierfür entwickelte Prototyp von 1914 wird als Ur-Leica bezeichnet und war der Beginn der Kameraproduktion von Leica. 1920 übernahm Ernst Leitz II die Unternehmensführung und beschloss 1924 trotz einer wirtschaftlich schweren Zeit, die Fertigung der barnackschen Kleinbildkamera in Großserie. Diese Kamera, die Leica I, war die weltweit erste Kleinbildkamera und wurde 1925 offiziell auf der Leipziger Frühjahrsmesse vorgestellt. Bis 1925 wurden rund 900 Kameras verkauft, im Folgejahr über 1600. 1926 präsentierte Leitz zudem den ersten Kleinbild-Diaprojektor der Welt, den Uleja. Ab 1927 war das Unternehmen profitabel und verkaufte über 3200 Kameras. Bis Ende 1931 wurden über 68.000 Leica-Kameras verkauft.
Während des Zweiten Weltkriegs blieb die Ernst Leitz GmbH von Schäden verschont und konnte die Produktion nach dem Kriegsende sofort wieder aufnehmen. Nach der Gebietsreform in Hessen benannte sich das Unternehmen in Ernst Leitz Wetzlar GmbH um, da man befürchtete, den bekannten Namen Wetzlar durch die Städtezusammenlegung von Gießen und Wetzlar zur Stadt Lahn zu verlieren. 1952 wurde auf Initiative von Günther Leitz das Werk Ernst Leitz Canada in Midland, Ontario, Kanada, errichtet, das Günther Leitz bis zu seinem Tod im Jahr 1969 selbst leitete. Das kanadische Werk trägt inzwischen zwar den Namen Elcan für Ernst Leitz Canada, gehört jedoch seit 1999 zum US-Rüstungskonzern Raytheon.

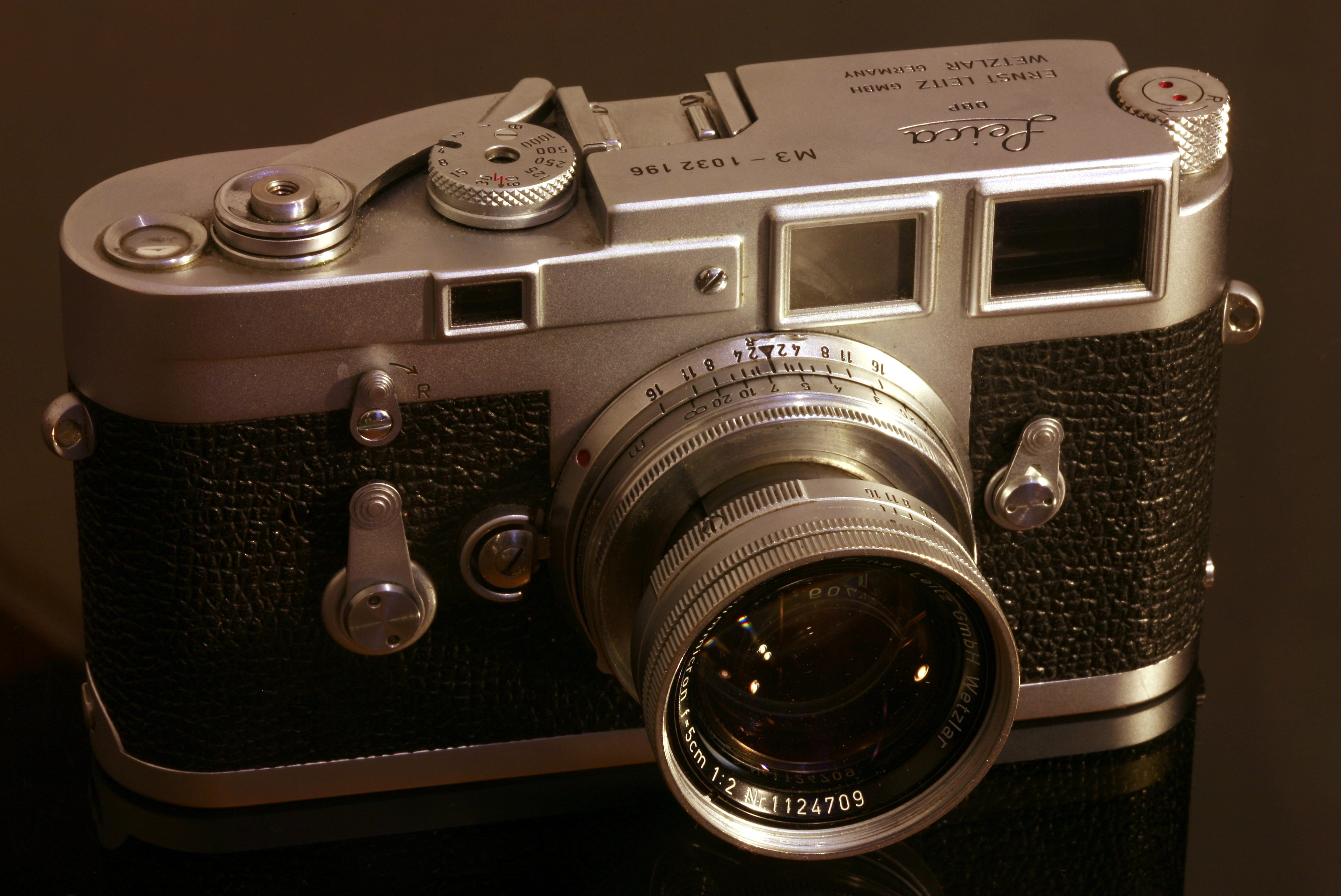
Leica M3 mit Summicron 50mm

Die Produktion der Kameras wurde weiter ausgebaut und nach ersten Konstruktionsansätzen in den 1940er-Jahren wurde 1954 mit der Leica M3 die M-Reihe eingeführt. Sie ersetzte das Schraubgewinde durch ein Bajonett sowie einen integrierten Messsucher. Mit der M3 hatte Leica bereits eine Million Kameras hergestellt.
Neben der Herstellung von Kameras war Leica auch weiterhin in der Produktion von Diaprojektoren tätig. Eine bekannte Projektion-Produktreihe der 1950er- und 1960er-Jahre war Prado. Im Bereich der Kleinbild-Diaprojektoren wurde später eine Kooperation mit Kindermann eingegangen. 1961 wurde auch ein Normal-8-Projektor Cinovit angeboten. Etwa in den 1970er-Jahren begann Walter Mandler, computergestützte Objektivkonstruktionen umzusetzen.
Das Unternehmen expandierte und eröffnete 1973 einen Standort in Portugal (Vila Nova de Famalicão). Zu Beginn arbeiteten dort 100 Mitarbeiter in gemieteten Räumen; mit der Fertigstellung des Werkes Ende 1975 wurden es 175. 1976 eröffnete Leica in Wetzlar außerdem die erste Galerie.
1982 brachten Kindermann und Leitz das Leitz-Kindermann-Magazin für ungeglaste Dias auf den Markt. Einige der kleineren Diaprojektoren von Leitz wurden mit Kindermann-Technik ausgestattet (Pradovit R 150, Pradovit RA 150) oder ganz von Kindermann gefertigt (Pradovit 153/253).

### Umstrukturierung
In den 1980er-Jahren kam es zu mehreren Umstrukturierungen der Ernst Leitz Wetzlar GmbH. 1986 spaltete das Unternehmen die Geschäftsbereiche auf und gründete drei neue Gesellschaften: Leica GmbH (Kameras und Ferngläser), Leica Microsystems GmbH (Mikroskope) und Leica Geosystems AG (Vermessungstechnik).
1987 übernahm die 1921 gegründete Wild Heerbrugg AG die Ernst Leitz Wetzlar GmbH, Muttergesellschaft der Leica Gesellschaften, und bildete die Wild Leitz Holding AG. 1990 fusionierte diese mit The Cambridge Instrument Company plc zur Leica Holding B.V., wodurch Mikroskope, Vermessungs- und Photogrammetriesysteme sowie optisch-wissenschaftliche Instrumente hinzukamen. 1988 zog die Leica GmbH von Wetzlar nach Solms und wurde später in Leica Camera GmbH umbenannt.

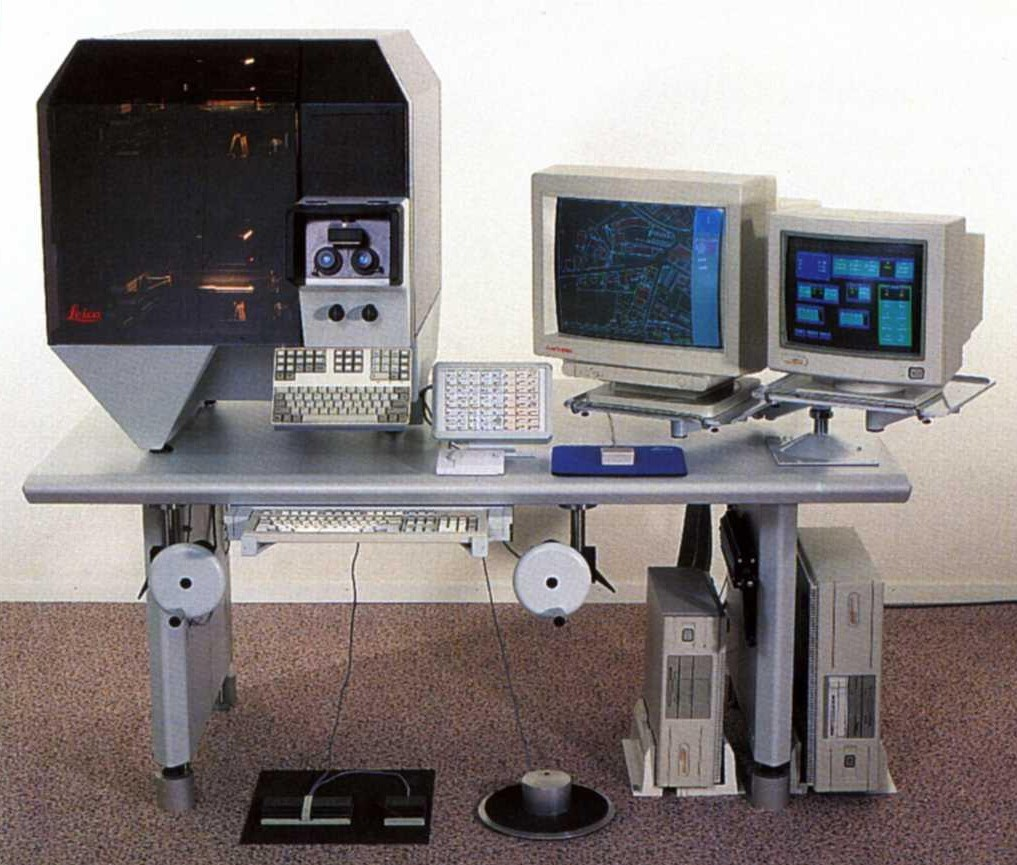
Leica SD2000 Stereo-Plotter

Der professionelle Stereo-Plotter Leica SD 2000 für das Erfassen und Bearbeiten stereometrischer Bilder (z. B. Luftaufnahmen) wurde 1991/92 eingeführt. 1994 waren in Portugal 500 Mitarbeiter beschäftigt.
1996 stellte Leica die Spiegelreflexkamera R8 und die digitale Scanner-Kamera S1 vor. In diesem Jahr wurde die Leica Camera GmbH aus der Leica Holding B. V. ausgegliedert und an die Börse gebracht. Außerdem übernahm die Leica Camera AG die Minox GmbH, Wetzlar.
1998 bot Leica aus der Kooperation mit Fuji mit der Digilux die erste Digitalkamera an. 2006 wurde mit der Leica M8 die erste digitale Messsucherkamera im M-System eingeführt. Zuvor war eine Digitalisierung des M-Systems aufgrund technologischer Einschränkungen, insbesondere des geringen Auflagemaßes, nicht möglich. Erst durch das um 2004 entwickelte Mikrolinsen-Array von Kodak wurden die technischen Voraussetzungen geschaffen. 2009 folgte die Leica M9 mit Vollformatsensor.
Im Dezember 2000 erwarb der französische Luxusgüterkonzern Hermès einen Anteil von zunächst 31,5 % über ein öffentliches Übernahmeangebot. In der Folge wurde der Anteil von Hermès auf über 36 % aufgestockt und die Mehrheit an einer 2004 ausgegebenen Wandelanleihe erworben. Nachdem Leica 1999 und 2000 Gewinne erwirtschaftet hatte, gelang dies 2001 nicht. Minox wurde 2001 durch ein Management-Buy-out wieder verselbständigt. Die Fertigung des Leica Kamerasystems erfolgte in Deutschland und Portugal.

### Übernahme durch Andreas Kaufmann

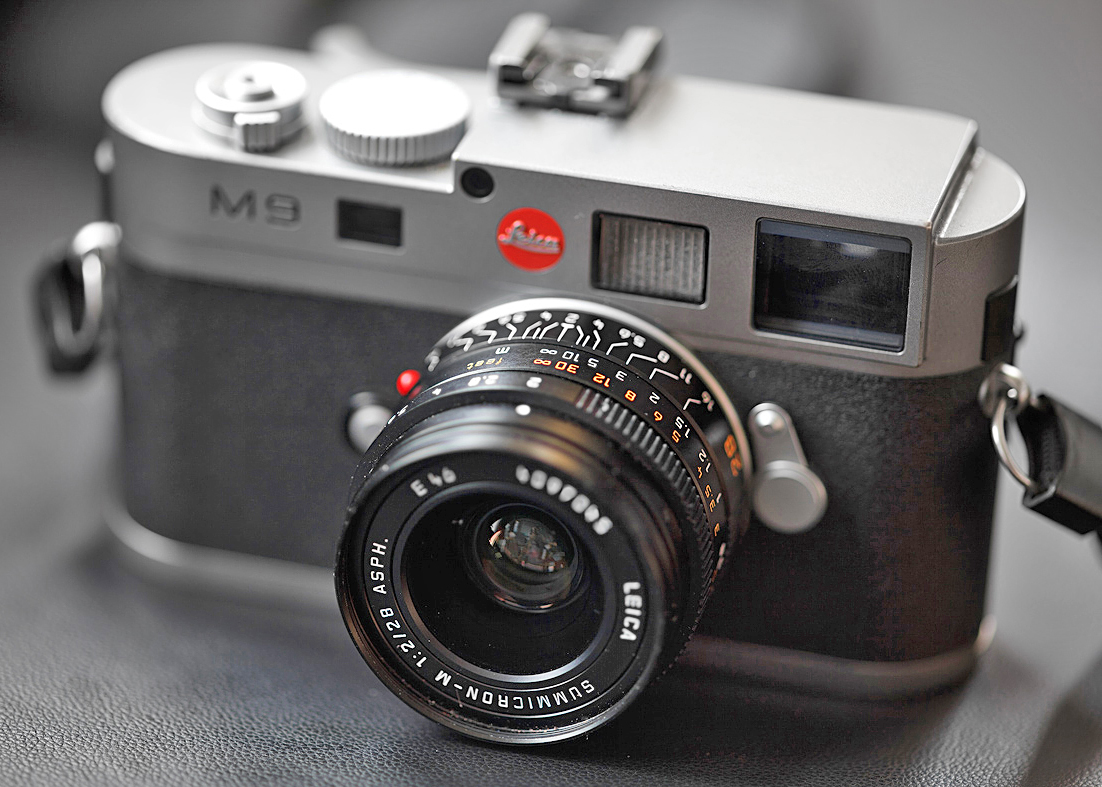
Leica M9

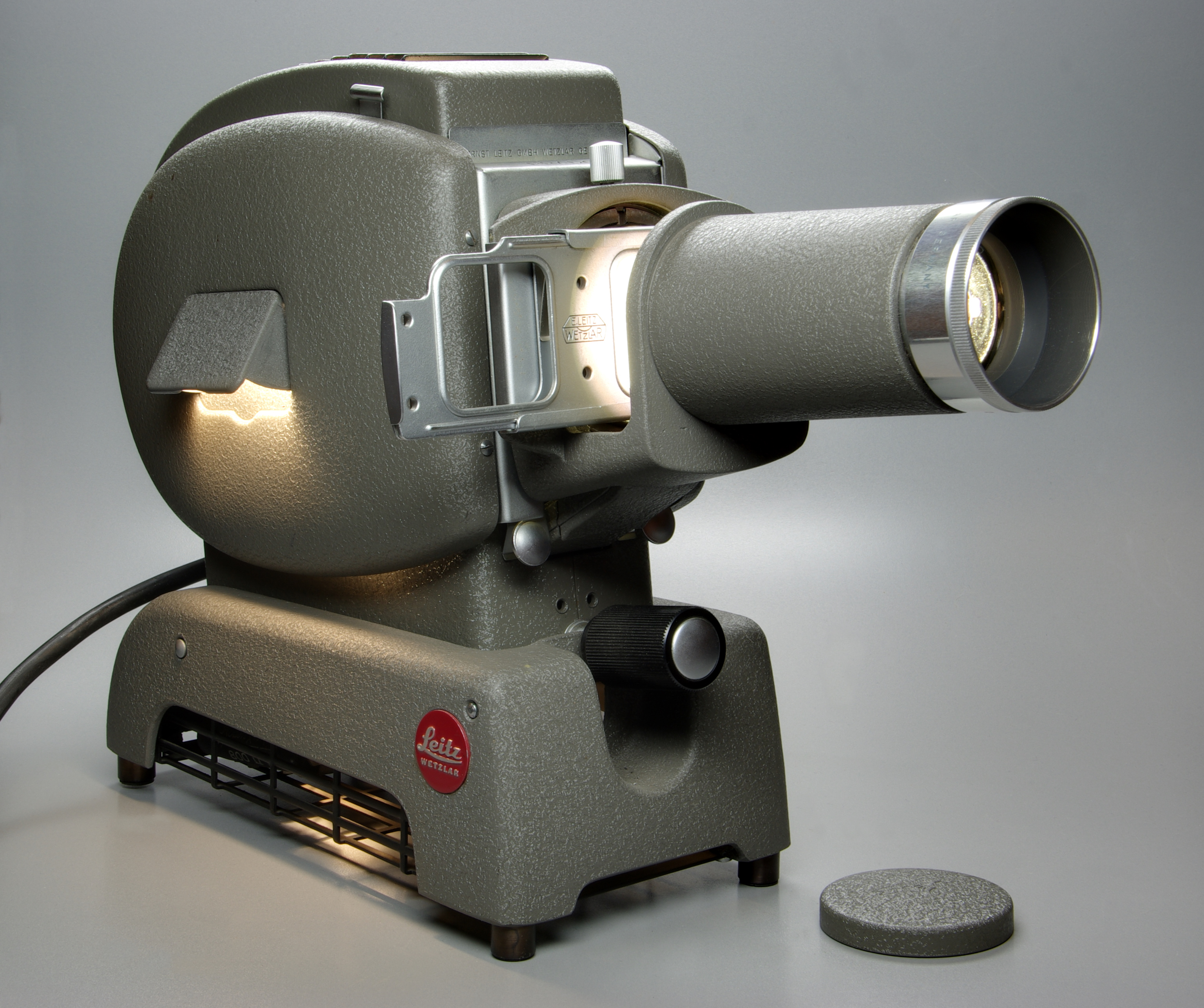
Diaprojektor Leitz Prado für manuellen Bilderwechsel

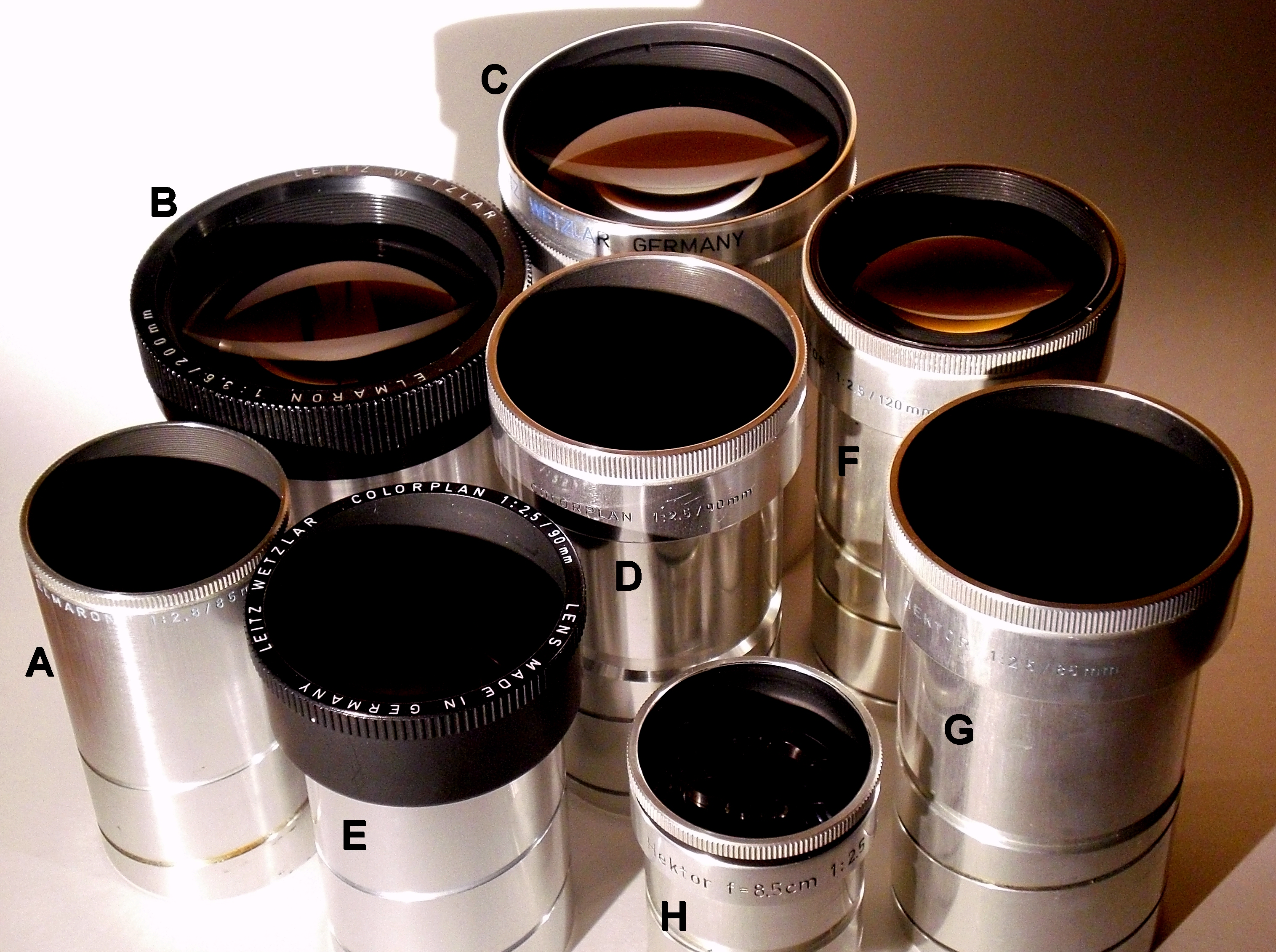
Elmaron (A-C), Colorplan (D/E), Hektor (F-H)

2004 stieg der Salzburger Unternehmer Andreas Kaufmann in das Unternehmen ein. Zu dieser Zeit kämpfte das Unternehmen mit einem Umsatzrückgang von 17 % und machte im Frühjahr 2005 international Schlagzeilen wegen der unsicheren finanziellen Lage. Hermès verkaufte im September 2006 seinen Anteil an der Leica Camera AG an Kaufmann. Dieser stockte seinen Anteil bis Ende 2007 auf rund 96,5 % auf, investierte einen zweistelligen Millionenbetrag in die Entwicklung neuer Produkte und führte das Unternehmen bis 2010 in die Gewinnzone.
Zu dieser Zeit wurde zudem der Bau von Diaprojektoren eingestellt. 2008 brachte Leica den Pradovit D-1200 auf den Markt, den ersten digitalen Projektor von Leica. 2008 erreichte das Noctilux-M eine Lichtstärke von f/0,95.
Im Oktober 2011 erwarb die US-amerikanische Investmentgesellschaft Blackstone einen Anteil von 44 % an der Leica Camera AG von Andreas Kaufmann. Der Umsatz lag bei 245 Millionen Euro. Seit Oktober 2012 ist die Leica Camera AG nicht mehr börsennotiert. Die Mehrheit liegt bis heute bei Kaufmann, der auch weiterhin den Aufsichtsrat führt.
Über die Ende des Jahres 2011 erstmals zur Auslieferung vorgesehenen Zielfernrohre der Reihe Magnus stand Leica im Juli 2011 in einem Rechtsstreit mit dem Optikhersteller Swarovski, der Leica die Verletzung von Schutzrechten vorwarf. Der Rechtsstreit wurde 2013 zugunsten von Leica entschieden.
Im März 2013 wurde das vergrößerte Werk in Portugal eröffnet; es werden dort Sportoptikprodukte und Kompaktferngläser sowie Teile und Baugruppen für Leica Objektive und Systemkameras hergestellt. Im November desselben Jahres wurde der Schweizer Fachkamera-Hersteller Sinar übernommen.
Ebenfalls 2013 entwarf der britische Designer Jonathan Ive, langjähriger Chefdesigner von Apple, gemeinsam mit Marc Newson eine Leica-Kamera, die im Rahmen einer Auktion zugunsten wohltätiger Zwecke versteigert wurde. Die einmalig gefertigte Kamera erzielte bei der Versteigerung einen Erlös von 1,8 Millionen US-Dollar.
2014 wurde das neue L-Bajonett vorgestellt, und das Unternehmen zog nach Wetzlar: Leica Camera bezog mit rund 600 Mitarbeitern die neue Unternehmenszentrale im Leitz-Park Wetzlar.
2015 wurden die spiegellosen Kleinbildsysteme Leica Q und Leica SL vorgestellt. Im selben Jahr stellte Leica in Zusammenarbeit mit dem Musiker und Fotografen Lenny Kravitz die Sonderedition Leica M‑P Correspondent by Lenny Kravitz vor. Die Edition besteht aus einer Leica M‑P (Typ 240) sowie den beiden Objektiven Summicron‑M 35 mm f/2 ASPH und Summilux‑M 50 mm f/1.4 ASPH. Die Stückzahl war auf 125 Sets limitiert.
In den folgenden Jahren baute Leica unter der Leitung von Andreas Kaufmann die Geschäftsbereiche weiter aus. 2015 stieg Leica in den Bereich der Smartphone-Fotografie ein und ging hierzu eine Partnerschaft mit Huawei ein. Die ersten Produkte wurden Anfang April 2016 vorgestellt. 2017 wurde Leica im Brillenglasmarkt tätig und gründete die Marke Leica Eyecare. Zunächst wurden zusammen mit dem Unternehmen Novacel Brillengläser in Frankreich gefertigt. 2021 wurde die eigenständige Leica Eyecare GmbH gegründet und 2023 wurde eine eigene Brillenglas-Fertigung in Deutschland aufgebaut. 2018 erfolgte zudem der Einstieg in das Uhrensegment mit den Modellen L1 und L2.
Nachdem Leica weltweit in einigen Städten, beispielsweise in Tokio (seit 2006) und Wien (seit 2012) Geschäfte mit Galerie unterhält, eröffnete im Herbst 2019 in Stuttgart ein Geschäft mit Galerie, und im November 2020 in München ein Geschäft mit einer 80 m² großen Galerie.

### Neue Entwicklungen
Im August 2022 vereinbarte Leica mit dem chinesischen Unternehmen Hisense eine technologische Zusammenarbeit. Im November 2022 folgte erneut auf Sharp-Basis und allein für Japan das zweite Smartphone Leitz Phone 2. Es hat einen 1"-Bildsensor mit 47 Megapixel Auflösung. Das Bokeh, das von den Noctilux-Objektiven bekannt ist, wird mit einer Software errechnet. Im selben Jahr stieg Leica in den Heimkino-Bereich ein und stellte auf der IFA den Laser-TV Leica Cine 1 vor.
Weiterhin wurde 2022 eine Partnerschaft mit Xiaomi für die Entwicklung von Smartphones eingegangen. Seitdem wurden mehrere Modelle mit Leica Kameratechnologie ausgestattet, darunter das Xiaomi 12S Ultra, sowie die Xioami-Ultra-Serien 13, 14 und 15.
Im September 2022 brachte Leica in Zusammenarbeit mit dem Musiker Seal die Sonderedition Leica Q2 Dawn by Seal heraus. Das auf 500 Exemplare limitierte Modell basiert technisch auf der Leica Q2, wobei jede Kamera über eine individuelle Gewebeoberfläche verfügt, die laut Hersteller die Morgendämmerung („dawn“) widerspiegeln soll.
Nach dem russischen Überfall auf die Ukraine 2022 kündigte Leica Camera den Rückzug vom russischen Markt an. Das Investigativportal The Insider warf Leica 2023 vor, unter neuem Namen (von „Leica Camera Russia“ in LLC „Wetschernaja Swesda“/„Abendstern“ geändert) Nachtsichtgeräte und Zielfernrohre nach Russland zu liefern. Leica wies die Vorwürfe entschieden zurück. Bei den Vorwürfen von The Insider handelte es sich um eine Falschmeldung. Die letzte Produktlieferung erfolgte im Februar 2022, der Store in Moskau wurde geschlossen und die Tochtergesellschaft Leica Russia wurde liquidiert.
Im Oktober 2023 stellte Leica als weltweit erster Kamerahersteller mit der Leica M11-P ein Kameramodell mit integrierter Unterstützung für die sogenannten Content Credentials der Content Authenticity Initiative (CAI) vor. Diese Funktion ermöglicht die kryptografische Erfassung und Speicherung von Metadaten bei der Aufnahme, darunter Informationen zu Urheberschaft, Aufnahmedatum, Aufnahmeort sowie eventuellen Bearbeitungsschritten. Die Content Credentials erhöhen die Transparenz und Nachvollziehbarkeit digitaler Inhalte und sichern die Authentizität von Bildmaterial.
Im Juni 2024 veröffentlichte Leica die Leica LUX App für mobile Fotografie und Bildbearbeitung, gefolgt vom LUX Grip im Februar 2025, einem Smartphone-Griff mit kompatiblen Bedienelementen.

## Aktuelle Geschäftsfelder

### Leica Kameras
Leica Kameras zeichnen sich durch eine hohe Systemkompatibilität aus, sodass Objektive und Zubehör über Jahrzehnte hinweg genutzt werden können.

#### Leica M
Die Leica M wird heute sowohl als Digitalkamera als auch als Analogkamera angeboten. Die aktuellen Modelle, die digitale M11 und die analoge M6, kamen 2022 auf den Markt, wobei die Produktion der M6 zwischenzeitlich eingestellt worden war.
Die 2022 eingeführte Leica M11 bietet einen 60-Megapixel-Sensor mit variabler Pixeldichte und verzichtet auf die traditionelle Bodenkappe für besseren Zugang zu Akku und Speicherkarte. 2023 wurden die M11-P und die M11 Monochrom vorgestellt. Die M11 Monochrom hat einen 60-Megapixel-BSI-CMOS-Kleinbildsensor, die ausschließlich Schwarzweiß-Aufnahmen ermöglicht. Im September 2024 stellte Leica die M11-D vor, eine digitale Kamera ohne rückseitiges Display, angelehnt an die analoge Fotografie.
Anlässlich des 70. Jubiläums der M-Serie brachte Leica im Oktober 2024 die auf 250 Exemplare limitierte Leica M Edition 70 heraus. Dieses Set umfasst eine platinbeschichtete Leica M-A 35-mm-Filmkamera mit Leicavit-Schnellaufzug, ein 50-mm-APO-Summicron-M f/2-Objektiv und einen platinbeschichteten Filmbehälter mit Schwarzweiß-Film.
Stand 2025 werden folgende Modelle angeboten:
- M11 (Typ 2416)
- M11-D
- M11-P
- M11 Monochrom
- MP
- M10 Monochrom (Typ 6376),
- M-A (Typ 127)
- M6 (als überarbeitete Neuauflage)

#### Leica SL
Das Leica SL-System umfasst spiegellose Kleinbild-Systemkameras, die seit 2015 angeboten werden. Die Kameras zeichnen sich durch ein robustes Gehäuse aus Metall, einen elektronischen Sucher und einen L-Mount-Bajonettanschluss aus. Das von der Leica Camera AG entwickelte L-Mount-Bajonett ermöglicht es, Kameras und Objektive der unterschiedlichen Allianz-Partner frei zu kombinieren. Dazu gehören Leica Camera, Sigma, Panasonic, Ernst Leitz Wetzlar GmbH, DJI, Astrodesign, Samyang Optics, Blackmagic Design und Sirui. Das System richtet sich vor allem an professionelle Anwender.
Stand 2025 werden die Leica SL3, SL3-S, Leica SL2 (Typ 2998) und Leica SL2-S (Typ 9584) angeboten.

#### Leica Q
Stand 2025 bietet Leica die Q2 Monochrom, Q3 sowie die Q3 43 an. In der Leica Q3 wurde ein CMOS-Bildsensor mit einer Auflösung von 9520x6336 Bildpunkten eingebaut, welcher die aus der Leica M11 bekannte Umschaltung der Pixeldichte beherrscht. Dabei kann zwischen 18, 36 und 60 Megapixel gewählt werden, wobei jedoch immer der gesamte Sensor ausgelesen wird. Die Leica Q3 ist zudem die erste Leica mit schwenkbarem Display. Dieses lässt sich dabei sowohl so positionieren, dass eine Betrachtung von oben, als auch von unten ermöglicht wird.

#### Sonstige Kameras
Stand 2025 werden außerdem die D-Lux 8 sowie die Leica Sofort 2 angeboten.
Die Leica-D-Lux-Reihe besteht aus kompakten Digitalkameras, die in Zusammenarbeit mit Panasonic entwickelt wurden. Im Juli 2024 wurde die D-Lux 8 vorgestellt, die mit einem OLED-Sucher mit 2,36 Megapixeln, einer nochmals erhöhten Monitorauflösung von 1,84 Megapixeln und Unterstützung des DNG-Formats gegenüber dem Vorgängermodell verbessert wurde. Ein aufsteckbarer Blitz gehört nun zum Lieferumfang.
Die Leica Sofort 2 ist eine Sofortbildkamera, die digitale Funktionen mit der Sofortbildtechnik kombiniert. Sie bietet die Möglichkeit, Bilder vor der Ausgabe auszuwählen und digital zu speichern.

### Sportoptik

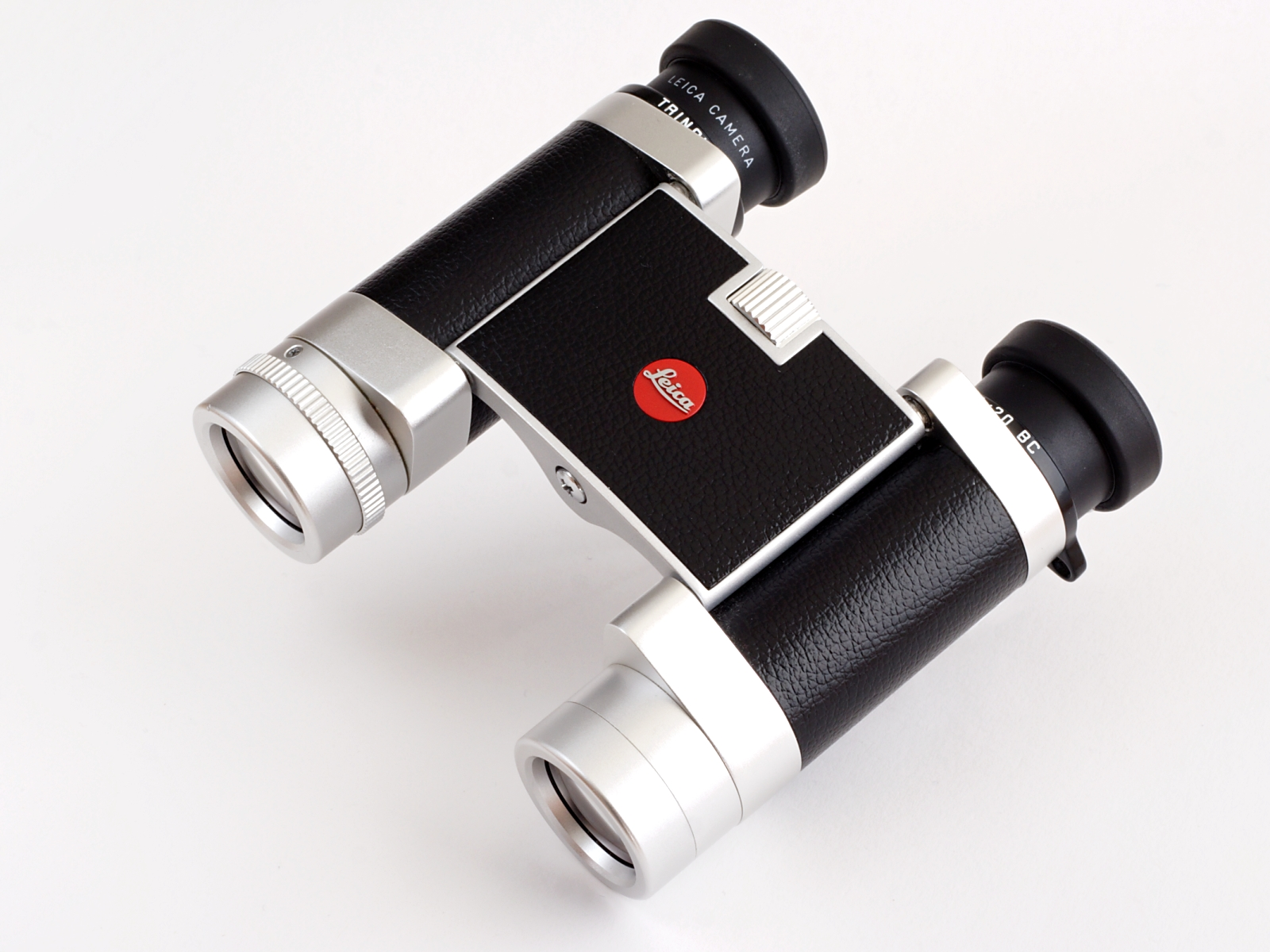
Leica Trinovid 8 × 20 BC

Im Bereich Sportoptik ist Leica in der Entwicklung, Herstellung und dem Vertrieb von Ferngläsern, Entfernungsmessern, Spektiven, Zielfernrohren, Wärmebild-Technologie und dem enstprechendem Zubehör tätig.

#### Ferngläser und Entfernungsmesser
Die Gläser werden kontinuierlich mechanisch und optisch weiterentwickelt. Unter anderem wurden auch Ferngläser mit Distanzmesser entwickelt, welche eine Reichweite bis zu 3 km besitzen und Perger-Prismen verbaut haben. Alle angebotenen Gläser sind stickstoffgefüllt, können also nicht von innen beschlagen und sind druckfest bis zu einer Wassertiefe von fünf Metern. Die Gummiarmierung ist durch ein firmeneigenes Vulkanisierungsverfahren untrennbar mit dem Metallgehäuse verbunden, so dass auch starke Beanspruchung die Teile nicht trennen kann. In der Ultravid-Serie wird über den zentralen Mitteltrieb gleichzeitig die Schärfeeinstellung und die Anpassung an die individuelle Sehstärke (mit Dioptrie-Skala) vorgenommen. Als Gehäusematerial dient auch Magnesium.
Das Angebot der Ferngläser umfasst unter anderem die Linien Noctivid, Ultravid und Trinovid. Zudem werden regelmäßig Sondermodelle angeboten wie die Trinovid 100 Years. Stand 2025 bietet Leica die folgenden Baureihen an:
- Trinovid HD (8x32 HD, 10x32 HD, 8x42 HD, 10x42 HD)[94]
- Ultravid HD-Plus (8x32 HD, 10x32 HD, 7x42 HD, 8x42 HD, 10x42 HD, 8x50 HD, 10x50 HD, 12x50 HD)[95]
- Noctivid (8x42 HD, 10x42 HD)[96]
- Geovid (Pro, Pro AB, Pro SE, R, R SE)[97]

Die Geovid-Reihe verfügen zudem über einen Laser-Entfernungsmesser. Weiterhin vertreibt Leica die Entfernungsmesser Leica Rangemaster CRF R und CRF Pro. Der Rangemaster bietet einen lasergesteuerten monokularen Entfernungsmesser an, der die gemessene Entfernung digital ins Sucherbild einspiegelt. Das Gerät ermittelt in 0,3 Sekunden die Entfernung.
Moderne Leica-Ferngläser wie die Modelle der Geovid-Serie können neben der Distanzmessung auch winkelbereinigte Entfernungen ermitteln, ballistische Daten in Echtzeit berechnen und entsprechende Haltepunkte ausgeben. Darüber hinaus ermöglichen sie die Speicherung von Messpunkten per GPS sowie die Anzeige von Trefferwahrscheinlichkeiten auf Basis ballistischer Parameter.
Die Ferngläser der Baureihe Noctivid verfügen über ein optisches System mit zwölf Linsenelementen in sieben Gruppen und einer optimierten Linsengeometrie, wodurch eine hohe Bildschärfe bis zum Rand erreicht wird. Die Verwendung von Hochtransmissionsgläsern der Firma Schott ermöglicht eine gleichmäßige Lichttransmission und eine farbneutrale Bildwiedergabe. Die Ferngläser sind mit einem robusten, gummierten Magnesiumgehäuse ausgestattet und verfügen über eine offene Brückenkonstruktion.

#### Zielfernrohre
Leica-Zielfernrohre verfügen über ein großes Sehfeld mit gleichmäßiger Schärfe bis zum Bildrand. Sie bieten eine hohe Bildauflösung, eine Lichttransmission von über 90 Prozent sowie eine benutzerfreundliche Austrittspupille. Stand 2025 bietet Leica die folgenden Baureihen an:
- Leica Magnus i
- Leica Fortis 6
- Leica Amplus 6
- Leica PRS
- Leica Tempus

#### Spektive
Leica bietet Stand 2025 die APO-Televid-Serie von Spektiven an. Diese Serie umfasst Modelle mit 65 mm und 82 mm Objektivdurchmesser, jeweils in gerader oder schräger Bauform. Die Spektive sind mit dem Vario-Okular 25–50x WW ASPH ausgestattet.

#### Wärmebild-Technologie
Leica Camera bietet im Bereich Sportoptik Wärmebild-Technologie an, die speziell für Jagd und Naturbeobachtung entwickelt wurde. Die Geräte ermöglichen eine präzise Erfassung von Wärmequellen bei Tag und Nacht und bieten eine hohe Detailgenauigkeit durch moderne Sensoren und Bildverarbeitungsalgorithmen. Sie sind kompakt, wetterfest und für den mobilen Einsatz optimiert.
Stand 2025 wird die Reihe Calonox mit folgenden Modellen vertrieben:
- Calonox 2 Sight
- Calonox 2 Sight LRF
- Calonox 2 Sight SE
- Calonox View
- Calonox 2 View
- Calonox 2 View LRF

### Mobile

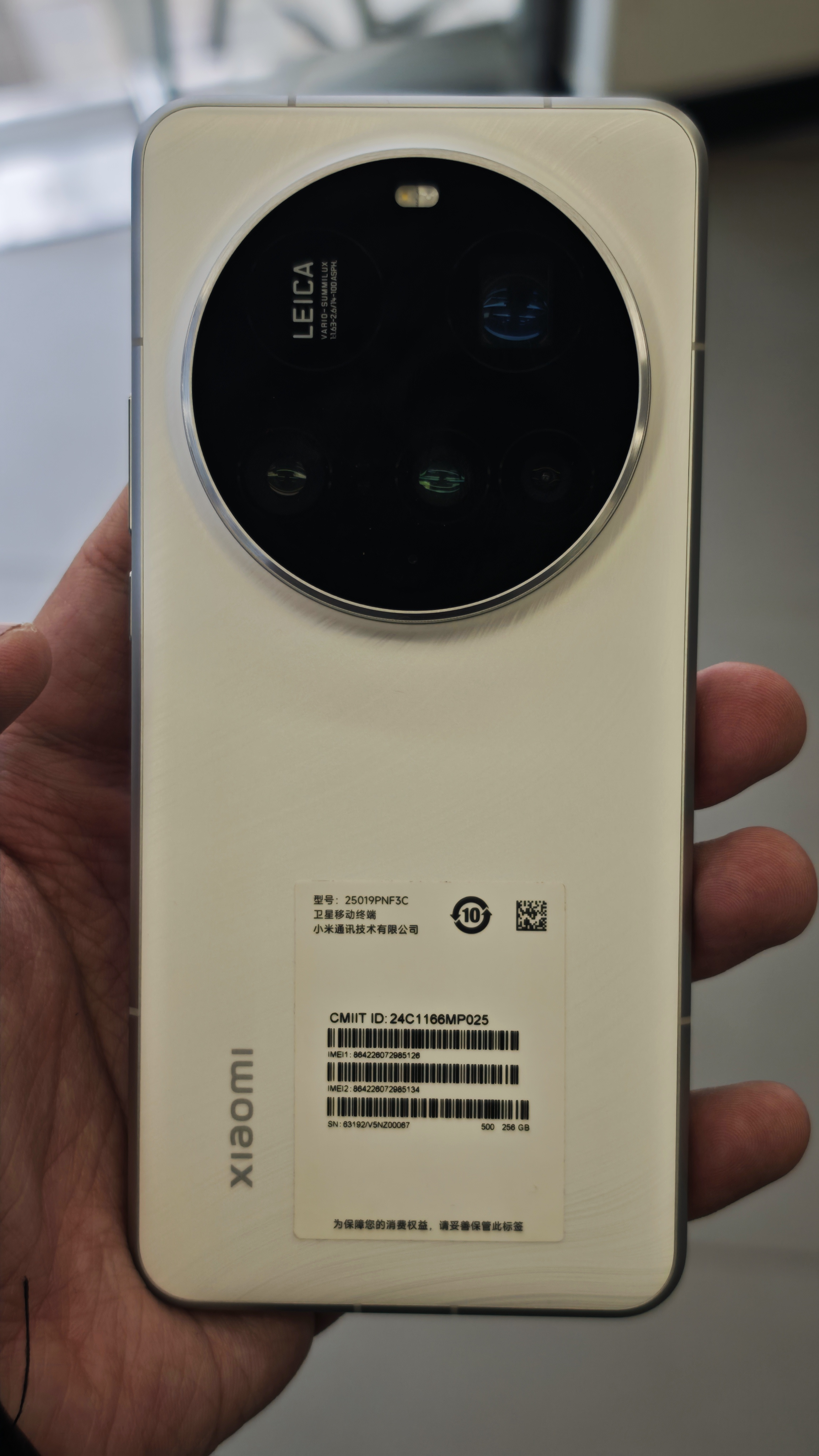
Xiaomi 15 Ultra mit Leica-Kamera

Der Geschäftsbereich Mobile der Leica Camera AG umfasst alle Aktivitäten des Unternehmens im Bereich mobiler Bildgebungstechnologien, insbesondere die Kooperationen mit Smartphone-Herstellern zur Integration von Leica-Kameratechnologie. Hier entwickelte Leica zusammen mit Sharp unter anderem das Leitz Phone 3, das in Japan vertrieben wird. 

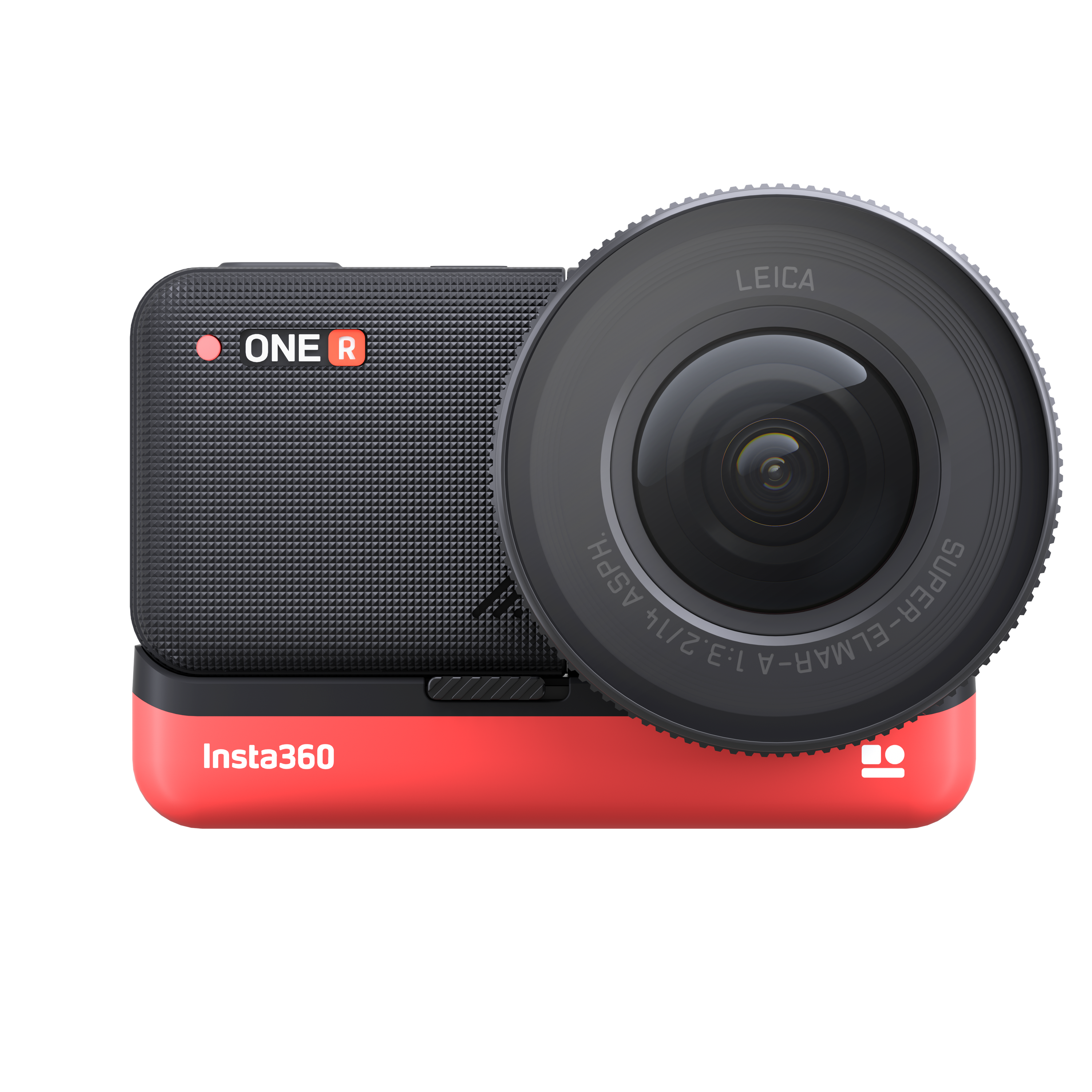
Insta360 ONE R

Anfang 2020 gaben die Leica Camera AG und Insta360 eine strategische Partnerschaft bekannt für die Markteinführung der Insta360 ONE R, eine adaptive Action-Kamera, die mit einem austauschbaren Kameramodul 360-Grad-Aufnahmen ermöglicht. Die Insta360 ONE R hat einen 1-Zoll-Sensor mit 5,3-K-Auflösung. Zudem verfügt die Kamera über eine FlowState-Stabilisierung von Insta360. Das Weitwinkelobjektiv kann gegen ein Setup mit zwei Objektiven ausgetauscht werden, das das Geschehen in alle Richtungen gleichzeitig erfasst. Das 1-Zoll-Weitwinkelmodul ist das erste Resultat der gemeinsamen Entwicklung beider Hersteller.
Im Jahr 2024 führte Leica die eigene iPhone-App Leica LUX ein, eine mobile Anwendung für Fotografie und Bildbearbeitung. Die App simuliert unter anderem Objektive wie das Summilux-M 28 mm f/1.4 ASPH. oder das Noctilux-M 50 mm f/1.2 ASPH. und bietet einen manuell steuerbaren Pro-Modus. Im Jahr 2025 wurde mit dem LUX Grip eine Fotohandgriff zur manuellen Steuerung der App auf den Markt gebracht.
Gemeinsam mit Xiaomi entwickelt Leica Kamera-Module und Bildverarbeitungsalgorithmen für Smartphones von Xiaomi.

### Brillengläser
Der Geschäftsbereich Brillengläser wird von der Leica Eyecare, einer Tochtergesellschaft der Leica Camera AG, verantwortet. Sie entwickelt und produziert Brillengläser in Deutschland. Im Jahr 2023 eröffnete das Unternehmen eine Fertigungsstätte in Heuchelheim bei Gießen. Das Unternehmen entwickelt und fertigt verschiedene Brillengläser, darunter Gleitsicht-, Einstärken-, Nahkomfort-, Digital- und Lifestyle-Gläser sowie spezielle Ausführungen für Fotografen.

### Uhren
Leica Watch ist der Geschäftsbereich der Leica Camera AG für mechanische Uhren. Die Produktion erfolgt in Deutschland und umfasst Modelle wie die Leica ZM 11, die mit einem mechanischen Automatikwerk ausgestattet ist.
Im Oktober 2023 erschienen die Armbanduhren ZM1 und ZM2. Diese werden bei Lehmann Präzision GmbH im Schwarzwald hergestellt.
Im Februar 2025 wurde die ZM12 eingeführt, die im Vergleich zur ZM 11 über einen reduzierten Gehäusedurchmesser von 39 mm verfügt.

### Heimkino (Smart Projection)
Leica ist im Heimkino-Segment mit dem Geschäftsbereich Smart Projection vertreten und überträgt optische Technologien aus der Kamerafertigung auf Projektionssysteme für den privaten und professionellen Einsatz. Dabei werden speziell entwickelte Linsensysteme und hochauflösende Bildverarbeitungstechniken eingesetzt.
Ein Beispiel hierfür ist der Ultrakurzdistanz-Projektor Leica Cine 1. Dieser wurde zuerst 2022 auf der IFA vorgestellt und entstand aus einer Kooperation mit Hisense.
Am 31. Oktober 2024 stellte Leica den Cine Play 1 vor, der ebenfalls aus der Kooperation mit Hisense entstand. Der Leica Cine Play 1 ist ein Triple-Laser-Projektor und hat 3.000 Lumen.

## Kooperationen
Die Leica Camera AG unterhält eine Reihe strategischer Kooperationen mit anderen Unternehmen:
Mit der L-Mount-Allianz schlossen die Unternehmen Leica Camera AG, Sigma, Panasonic, Ernst Leitz Wetzlar GmbH, DJI, Astrodesign, Samyang Optics, Blackmagic Design und Sirui eine Partnerschaft, um einen gemeinsamen Bajonett-Standard einzusetzen.
Im Rahmen ihrer Partnerschaft präsentieren Mykita, ein in Berlin ansässiger Brillenhersteller, und die Leica Camera AG im Frühjahr 2020 Kollektionen von Sonnen- und Korrekturbrillen. Die Debütkollektion wurde mit dem Red Dot Design Award 2020 für das beste Produktdesign ausgezeichnet.
Die Panasonic Entertainment & Communication Corporation und die Leica Camera AG schlossen 2022 zudem eine Geschäftsvereinbarung, um gemeinsam neue Technologien und Lösungen unter dem Namen L² Technology (L squared Technology) zu entwickeln. Diese kombiniert die Technologien der beiden Unternehmen.

## Historische Geschäftsfelder

### Leica Kameras

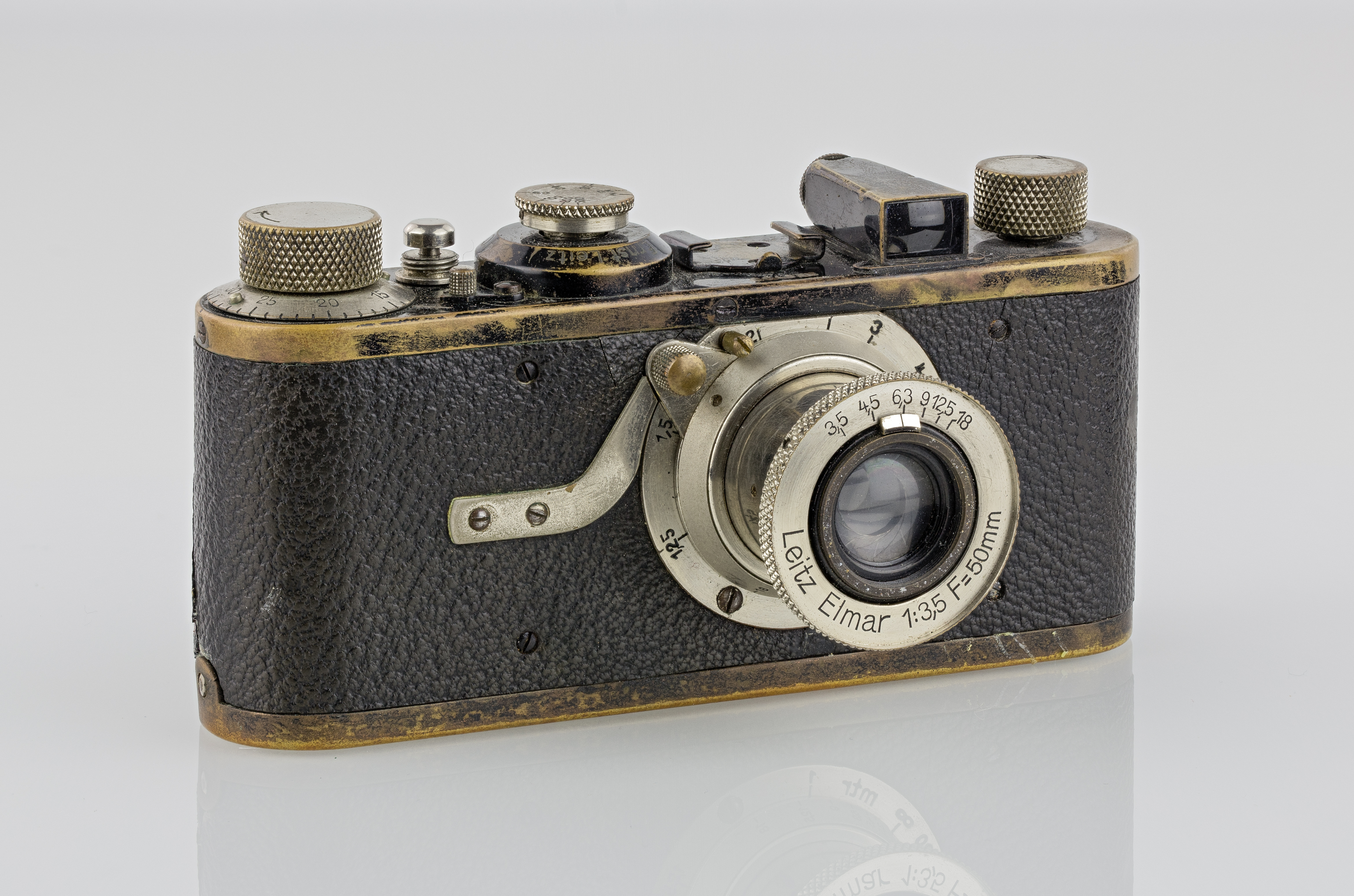
Leica I, 1927, Objektiv Leitz Elmar 1:3,5 F=5cm

Mit den Leica Kameras etablierte sich das Kleinbildformat (24 × 36 mm) als Standard in der Fotografie. Ihre kompakte Bauweise und einfache Handhabung ermöglichten eine neue Form der Reportagefotografie. Leica-Kameras wurden vielfach nachgebaut, unter anderem von Zeiss Ikon mit der Contax.
Die Entwicklung begann mit Oskar Barnack, der als Leiter der Entwicklungsabteilung bei Leitz eine kleine Kamera für Belichtungstests mit 35-mm-Kinofilm konzipierte. 1914 fertigte er zwei Prototypen, von denen heute nur noch ein Exemplar – die Ur-Leica – erhalten ist. Die ersten Serienmodelle erschienen 1925 mit der Leica I, zunächst mit fest verbautem Objektiv. Kurz darauf wurde das Schraubgewinde eingeführt, wodurch Leica zur Systemkamera wurde.
1954 folgte die Leica M, die erstmals einen Bajonettanschluss und einen Messsucher kombinierte. Diese Serie wird bis heute weiterentwickelt, mit Ergänzungen wie TTL-Belichtungsmessung und Zeitautomatik. 2012 stellte Leica mit der M Monochrom die erste Leica-Kamera mit reinem Schwarz-Weiß-Sensor vor.
Außerdem wurden auch einfachere Sucherkameras, Filmkameras (darunter die Schmalfilmkamera Leicina 8S mit zwei Dygon-Objektiven 1:2/15 mm und 1:2/9 mm, 1961) sowie bis etwa 2006 auch Diaprojektoren gefertig.
1965 führte Leica mit der Leicaflex eine Spiegelreflexkamera ein, die später durch die Leica R-Serie mit mehr Automatikfunktionen abgelöst wurde. Diese bot eine größere Objektivauswahl und wurde 2004 mit dem Digitalmodul R zur ersten Hybridkamera für analogen und digitalen Betrieb. 2008 präsentierte Leica mit der Leica S eine digitale Spiegelreflexkamera mit einem Sensorformat von 45 × 30 mm, das zwischen Kleinbild und Mittelformat lag.
Mit der Leica SL führte das Unternehmen 2015 ein spiegelloses Kamerasystem mit Kleinbildsensor ein, 2017 folgte die APS-C-Kamera Leica CL. Neben Systemkameras produziert Leica auch digitale Kompaktkameras, darunter die Reihen D-Lux, C-Lux und V-Lux. Seit 2015 bietet Leica mit der Q-Serie Kleinbildkameras mit fest verbautem Objektiv.

#### Ur-Leica
Zentrale Idee hinter der Leica war von Anfang an, eine kompakte Kamera mit einem für damalige Verhältnisse kleinen 35-mm-Filmformat zu konstruieren, dessen Negative auch für stärkere Vergrößerungen geeignet waren. Im Vergleich zu den großformatigen Box- und Balgenkameras, die Anfang des letzten Jahrhunderts üblich waren, wirkte die erste Leica mit 35-mm-Film modern. Oskar Barnack, der damalige Leiter der Filmkameraentwicklung bei Leitz, erwog in diesem Zusammenhang die Entwicklung einer kompakten Kamera, die kurze Streifen des damals verbreiteten 35-mm-Kinofilms testweise belichten konnte. Für die damals notwendigen Belichtungstests musste somit das Hauptmagazin der großen Kamera nicht mehr geöffnet werden. Aus dieser Überlegung heraus konstruierte Barnack für seine privaten Wanderausflüge 1914 zwei Prototypen einer 24 mm × 36-mm-Schnappschusskamera, deren einzig überliefertes Exemplar heute Ur-Leica genannt wird.
Die Leica I war die erste seriengefertigte Kleinbildkamera der Welt. Sie bildete die Grundlage für die moderne Reportagefotografie.
1930 folgte die erste Leica mit Schraub-Bajonett, die den Einsatz von drei Wechselobjektiven ermöglichte. Bereits 1932 wurde mit der Leica II ein gekoppelter Messsucher eingeführt, der eine präzisere und schnellere Fokussierung erlaubte. Zu diesem Zeitpunkt standen sieben standardisierte Wechselobjektive zur Verfügung.
Mit der Leica IIIf erreichte die klassische Schraubleica eine technische und funktionale Weiterentwicklung. Während die optische Qualität der Objektive weiterhin hoch war, galt das Kameragehäuse als technisch überholt. Bereits in den 1930er-Jahren führte Zeiss Ikon mit der Contax II einen kombinierten Sucher und Entfernungsmesser ein, während Leitz entsprechende Überlegungen zu einer Leica IV durch den Zweiten Weltkrieg nicht weiterverfolgte. Auch das Schraubgewinde für den Objektivwechsel wurde als umständlich empfunden, zumal Zeiss Ikon bereits ein Bajonett einsetzte.
Historische Leica Prototypen erzielen hohe Preise bei Auktionen. Bei der WestLicht-Auktion in Wien wurde am 10. März 2018 ein funktionsfähiger Leica-Prototyp aus der Nullserie von 1923 für 2,4 Millionen Euro versteigert. Dieser Vorläufer der Leica I war bis dahin die teuerste Kamera der Fotogeschichte. Am 11. Juni 2022 erzielte eine weitere Nullserie mit der Nummer 105 bei der 40. Leitz Photographica Auction in Wetzlar einen Rekordpreis von 14,4 Millionen Euro. Die Kamera, einst im Besitz von Oskar Barnack, gilt als teuerste Kamera der Welt.
2025 wurde bei der 46. Leitz Photographica Auction ein Exemplar der Leica Nullserie aus dem Jahr 1923 mit der Seriennummer 112 für 7,2 Millionen Euro versteigert. Hierdurch wurde dieses Modell die zweitteuerste Kamera weltweit.

#### Leica M (seit 1954)
1954 wurde mit der Leica M3 die M-Reihe eingeführt. Sie ersetzte das Schraubgewinde durch ein Bajonett sowie einen integrierten Messsucher und besaß eine Suchervergrößerung von 0,91-fach und Leuchtrahmen für Objektive mit 50, 90 und 135 mm Brennweite. 

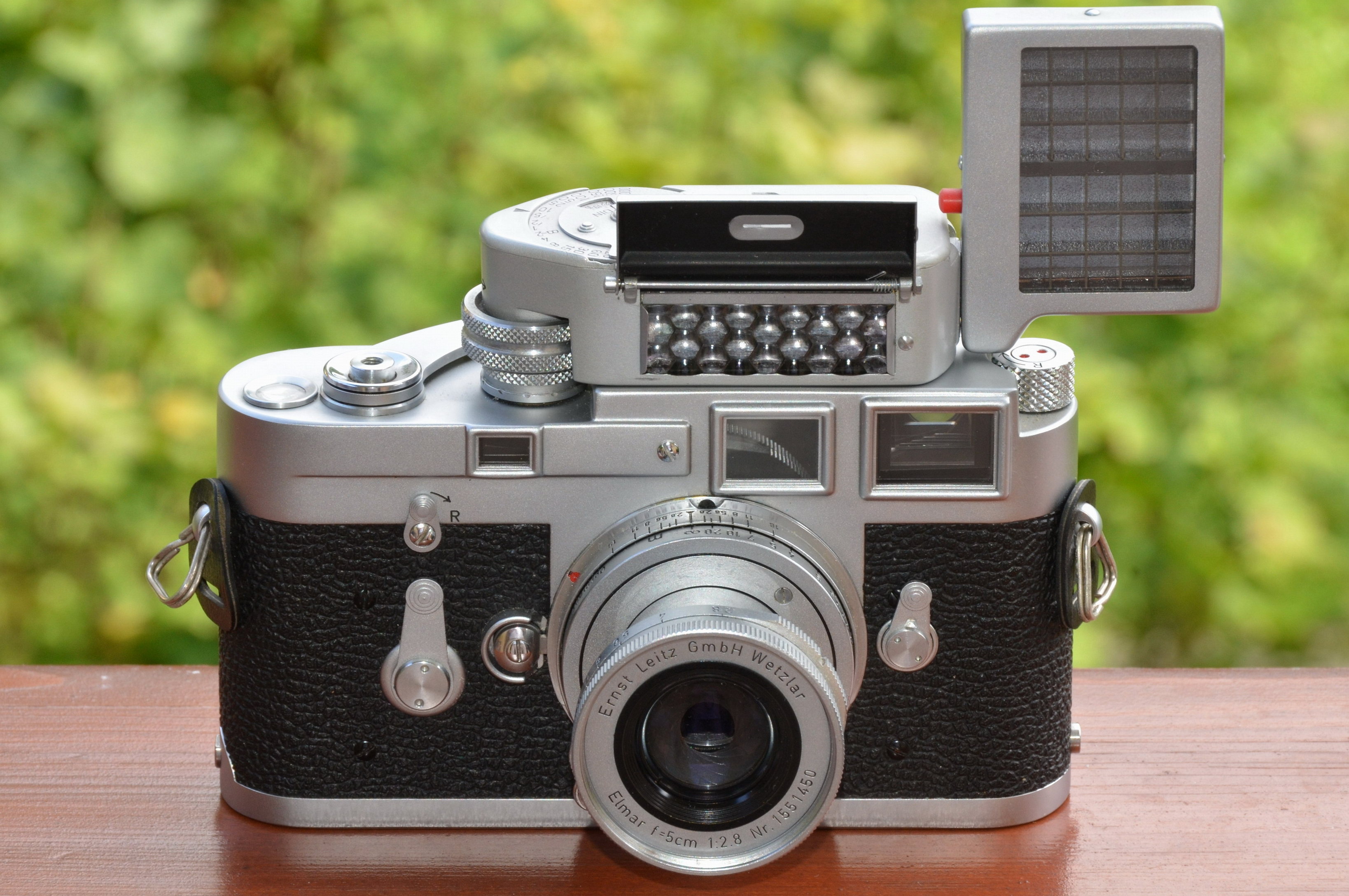
Leica M3 chrom mit Leica-Meter M, Booster und Objektiv Elmar f=5 cm 1:2,8 M39 mit M-Adapter

Leica führte das M-System als Nachfolge für die Leica III ein, die „Ahnenreihe“ der Leica M reicht damit bis zu der von Oskar Barnack erdachten Ur-Leica zurück. Ihre Bedeutung erhält die Leica M dadurch, dass sie wie schon ihre Vorgänger („Schraub-Leicas“) von vielen bedeutenden Fotografen besonders in der Reportagefotografie eingesetzt wurde und wird und somit viele berühmte Fotos zur Zeitgeschichte mit einer Kamera dieses Typs oder einem Vorgängermodell aufgenommen wurden.

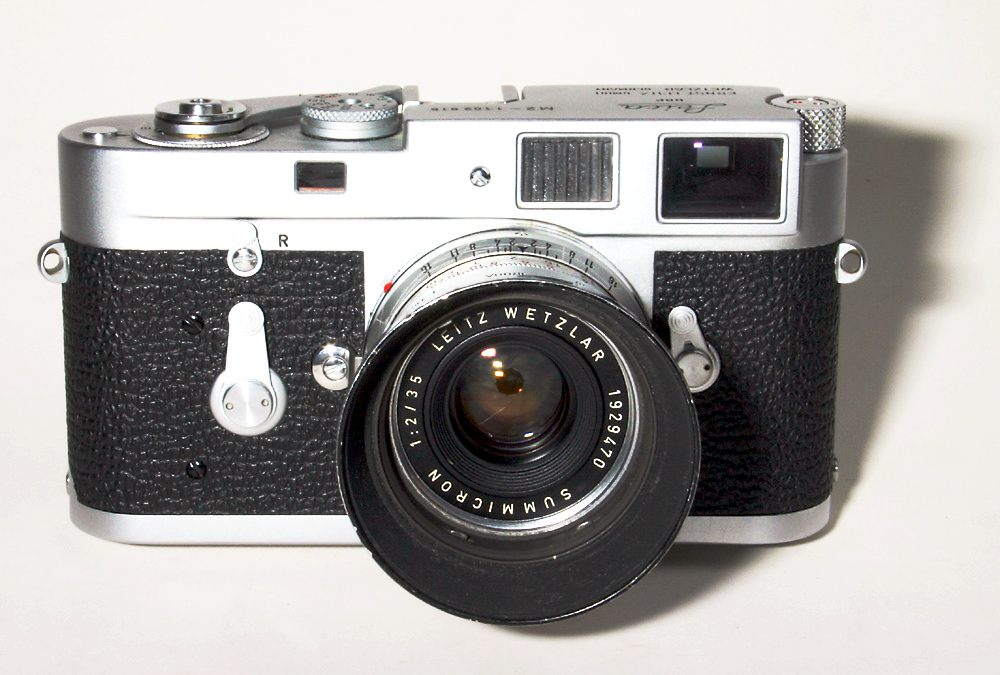
Leica M2 im Technikmuseum Berlin

1958 folgte die M2 mit einer geringeren Suchervergrößerung (0,72-fach) und Leuchtrahmen für 35, 50 und 90 mm. 1967 wurde die M4 eingeführt, gefolgt von der M5, die als erste Messsucherkamera eine Belichtungsmessung durch das Objektiv (TTL-Messung) bot. Aufgrund größerer Gehäusemaße blieb sie jedoch erfolglos. Erst mit der M4-2 von 1976 fand die Baureihe wieder breite Akzeptanz.

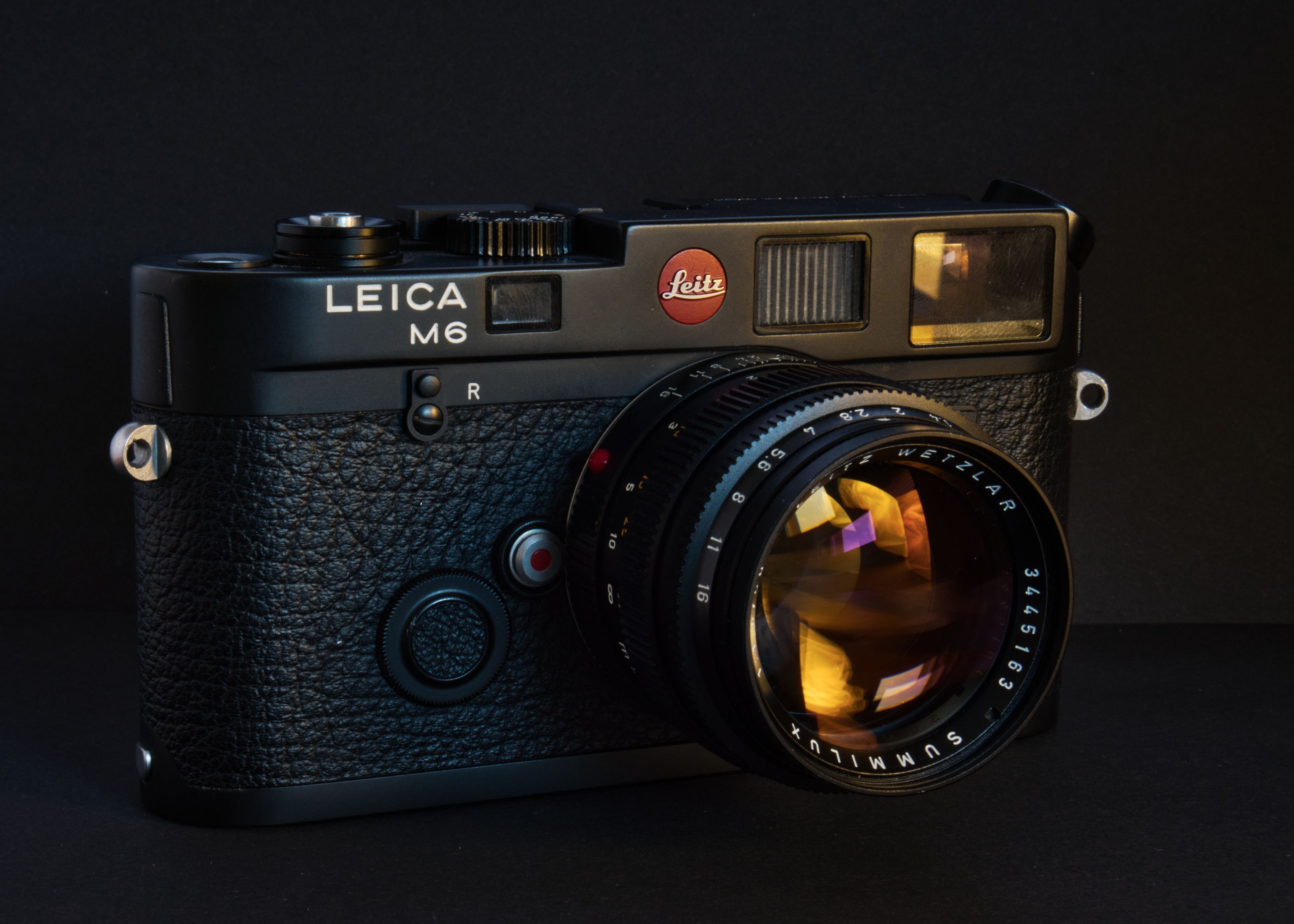
Leica M6

Die 1984 erschienene Leica M6 übernahm die TTL-Belichtungsmessung der M5, zeigte jedoch Über- oder Unterbelichtung per Leuchtdioden an. 2002 wurde mit der M7 erstmals eine M-Leica mit Zeitautomatik vorgestellt. Kurz darauf erschien die MP, die sich an früheren mechanischen Modellen orientierte.

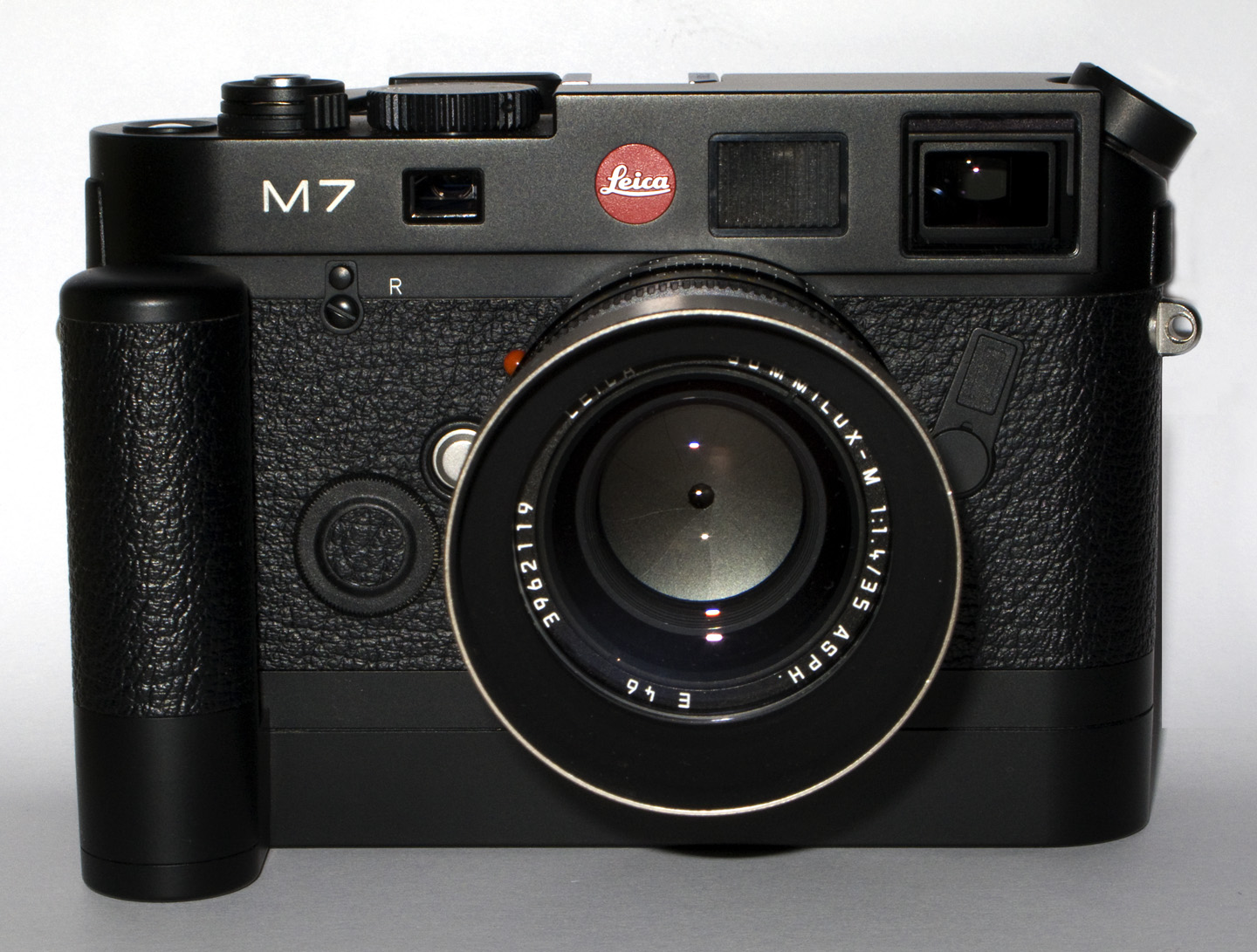
Leica M7, MotorDrive M, Summilux 1,4/35 mm ASPH

Neben diesen Serienmodellen gab es Varianten ohne Messsucher (M1) oder ohne Sucher (MD, MDa) für den Einsatz mit dem Spiegelreflex-Aufsatz Visoflex. Bestimmte Modelle wie die M6 wurden auch mit Titan-Gehäuse gefertigt. Historische M-Kameras gelten als Klassiker und erzielen hohe Sammlerpreise.
2017 wurde die digitale Leica M10 vorgestellt, die sich in ihren Abmessungen wieder stärker an die analogen M-Modelle anlehnte. Sie war schlanker als ihre direkten Vorgänger und verfügte über einen verbesserten optischen Sucher. Erstmals wurde eine ISO-Wahl per Einstellrad auf der Oberseite integriert. Der Bildsensor verfügte über 24 Megapixel und die WLAN-Funktionalität ermöglichte die drahtlose Bildübertragung. Neben den Standardmodellen erschienen Varianten wie die M10-P mit reduziertem Design und leisem Verschluss sowie die M10-D, die auf ein Display verzichtete und sich an eine analoge Bedienweise anlehnte.
(Für aktuelle Modelle siehe weiter oben)

#### Leicaflex (1964–1976)

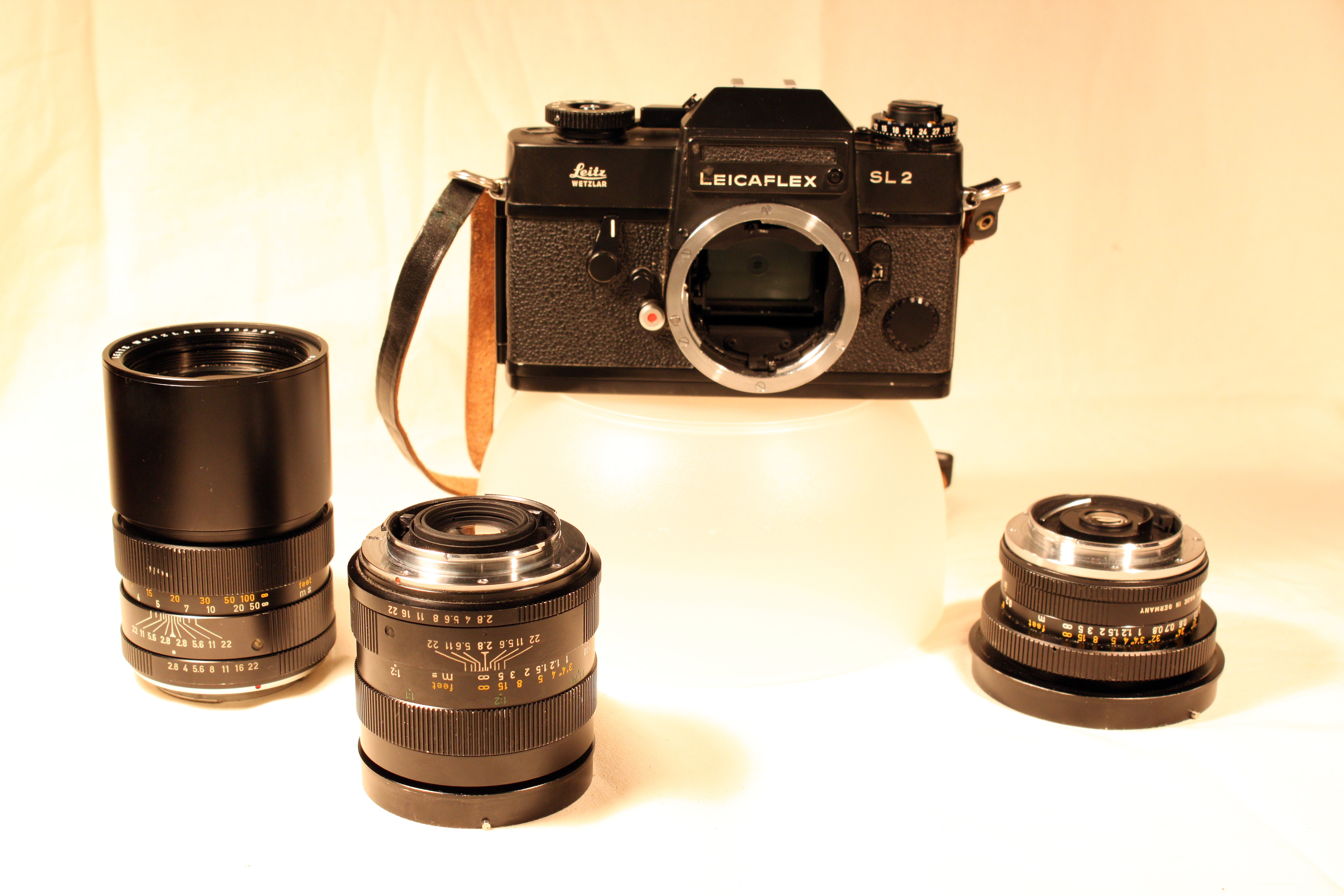
Eine Leicaflex SL2 mit 3 passenden Objektiven

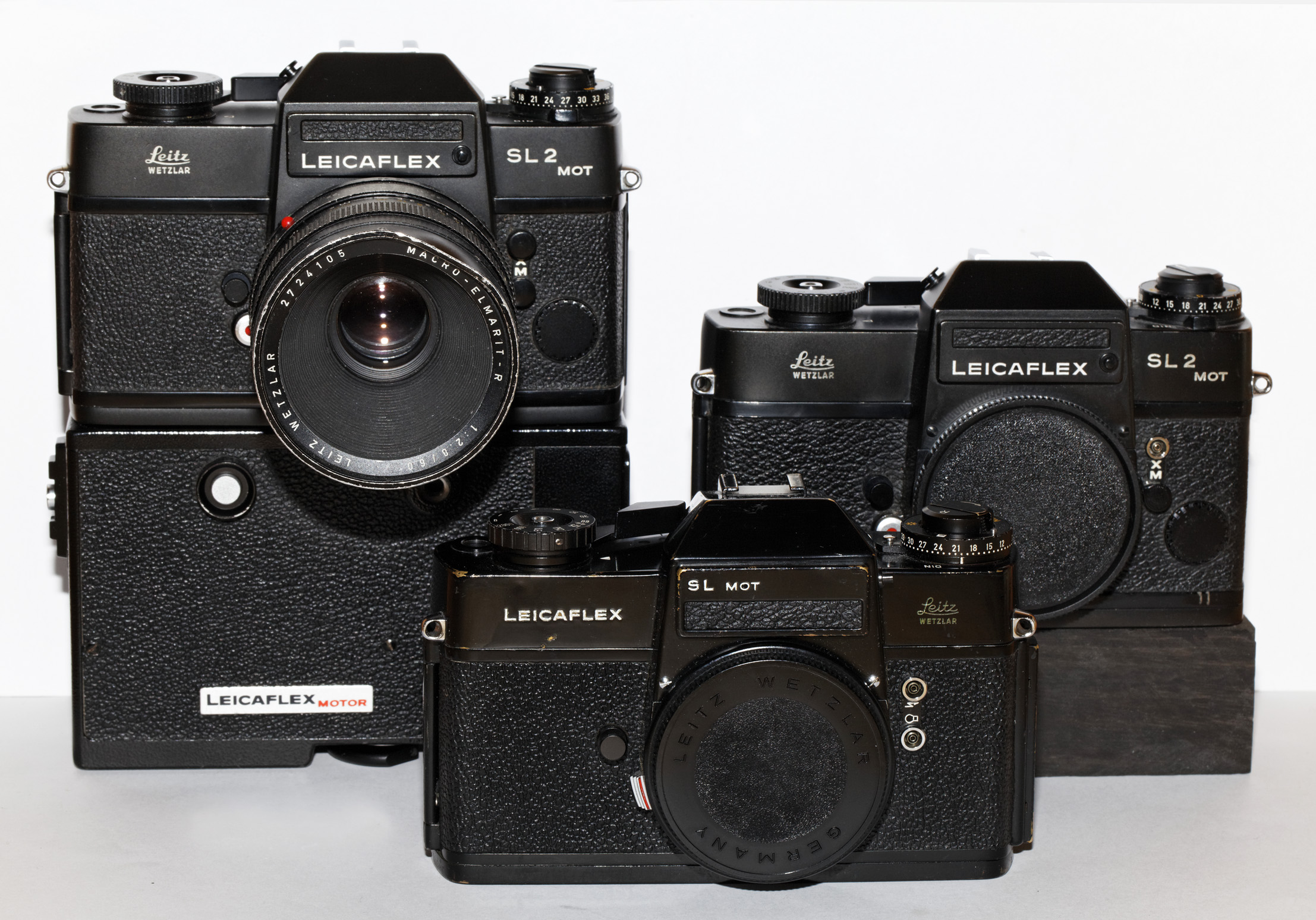
Die Leicaflex SL MOT-Familie mit Motor und 2,8/60 mm Macro-Elmarit R

Die Leicaflex war ursprünglich für die Außenmessung mit einem Selen-Belichtungsmesser konstruiert, wie an der Blechverblendung vor dem Prisma zu erkennen. Doch dieses Modell kam nie auf den Markt. Leitz entschloss sich kurzerhand, die Außenmessung mit einem CdS-Belichtungsmesser vorzunehmen. Die Vorserie, die etwa 200 ausgesuchten Fotografen zum Testen zur Verfügung gestellt wurde, hatte noch hellverchromte Objektive. Diese „helle“ Verchromung beeinflusste durch Reflexe die Außenmessung, so dass in der Serie die Objektive „schwarz-verchromt“ geliefert wurden. Das neue R-Bajonett (R steht für Reflex) wurde im Vergleich zum M-Bajonett im Durchmesser erheblich vergrößert. Dies gab mehr Freiheiten für die Objektivkonstruktion. Der Verschluss ermöglichte eine kürzeste Verschlusszeit von 1/2000 s und war nominell graviert mit einer Blitzsynchronzeit für Elektronenblitz-Geräte von 1/100 s – effektiv war es allerdings 1/90 s. 1964, bei der Markteinführung des ersten Modells entsprach diese Spiegelreflex-Kamera nicht mehr dem Stand der Technik, da sie keine TTL-Messung hatte. Ihr besonderes Merkmal war die sehr helle Sucherscheibe mit einer feinen Fresnel-Linse, die allerdings für lange Brennweiten und Makro-Aufnahmen wenig geeignet war.
Da Leitz keine Retrofocus-Objektive mit großem Bildwinkel im Programm hatte, wurde eine spezielle Konstruktion eines symmetrisch aufgebauten Super-Angulon mit 21 mm der Firma Schneider eingesetzt. Deshalb war eine Spiegelvorauslösung und für diese Brennweite ein Zusatzsucher erforderlich. Diese erste Leicaflex war in verchromter und auch in schwarz lackierter Ausführung erhältlich; letztere ist weitaus seltener. Insgesamt wurden 37.500 Stück gebaut.
1968 wurde die Leicaflex durch die Leicaflex SL mit einer TTL-Belichtungsmessung abgelöst. Sie bot zudem eine Selektivmessung, die im Wesentlichen einer Spotmessung mit etwas größerem Messfeld entspricht. Das war über Jahre ein Alleinstellungsmerkmal der Leicaflex. Das Gehäuse zeigte nun eine klare Form, ohne dass die ursprünglichen Prägungen für den Selen-Belichtungsmesser zur Außenmessung erkennbar waren. Die passenden Objektive benötigen eine sogenannte 2-Cam-Steuerung, um für die Belichtungsmessung durch das Objektiv geeignet zu sein. Ansonsten war sie mit der Leicaflex weitgehend identisch. Die Leicaflex SL wurde serienmäßig hell oder schwarz verchromt ausgeliefert; nur einzelne Exemplare wurden schwarz lackiert. Die Gesamtproduktion beläuft sich auf etwa 72.000 Einheiten, von denen knapp 1100 für den Betrieb mit dem optional erhältlichen SL-Motor ausgelegt waren.
Mit der Leicaflex SL 2 wurde 1974 das letzte Modell der Leicaflex-Reihe vorgestellt. Ihre Hauptmerkmale waren ein empfindlicherer Belichtungsmesser sowie ein geänderter Sucheraufbau mit Beleuchtung, Schnittbildentfernungsmesser und modifiziertem Spiegel für extreme Weitwinkelobjektive. Später wurde noch eine Version für den Einsatz mit dem Motorantrieb vorgestellt. Dennoch war die SL 2 schon zum Zeitpunkt der Markteinführung nicht mehr auf dem Stand der Technik gegen eine Konkurrenz, die bereits eifrig an Multiautomaten arbeitete. Zudem war die Produktion der SL 2 so teuer, dass die Gehäuse mit Verlust in den Markt gedrückt und der Gewinn mit den Objektiven erzielt werden musste. So endete die Produktion nach nur zwei Jahren und ungefähr 25.500 Exemplaren, davon in der Serienfertigung in bekannten Nummernkreisen 1020 in der „Mot“-Ausführung. Darüber hinaus gibt es einige „Nachserienmodelle“ in geringer Auflage, die nicht diesen Nummernkreisen zuzurechnen sind.

#### Leica R (1976–2009)

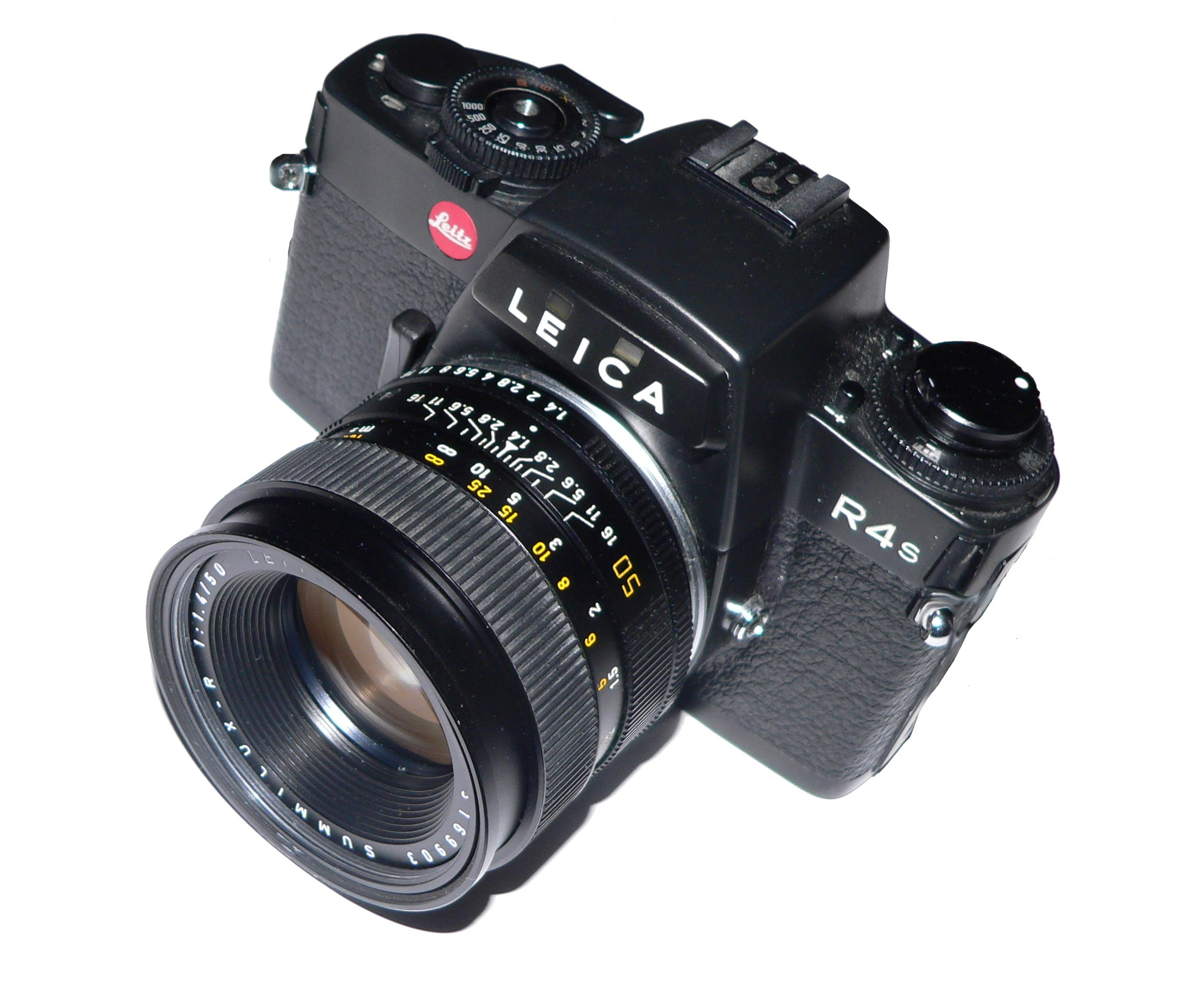
Leica R4s

Um im Markt der Spiegelreflexkameras konkurrenzfähig zu bleiben, ging Leitz Anfang der 1970er-Jahre eine Kooperation mit Minolta ein, durch die Leitz Zugriff auf moderne Technik wie etwa Zeitautomatik erlangte. Dies führte 1976 zur Vorstellung der Leica R3, mit der Leitz wieder weitgehend den Anschluss geschafft hatte. Seit den späten 1990er-Jahren entwickelte die Leica Camera AG wieder selbstständig Spiegelreflexkameras. Im März 2009 wurde die Produktion der R-Reihe eingestellt.
Von 2005 bis 2007 bot Leica mit dem Digital-Modul-R (DMR) eine digitale Kamerarückwand für die Kleinbildkameras Leica R8 und R9 an. Das in Zusammenarbeit mit Hasselblad/Imacon entwickelte Modul ersetzte die Standardrückwand der Kameras und hatte eine effektive Auflösung von etwa 10 Megapixeln. Der Sensor besaß einen Formatfaktor von 1,37 und nutzte einen Bildbereich von 26,3 mm × 17,5 mm. Das DMR war eines der ersten digitalen Produkte, das das Adobe-DNG-Format unterstützte. Aufgrund seines hohen Preises blieb es ein Nischenprodukt.

#### Analoge Kompaktkameras

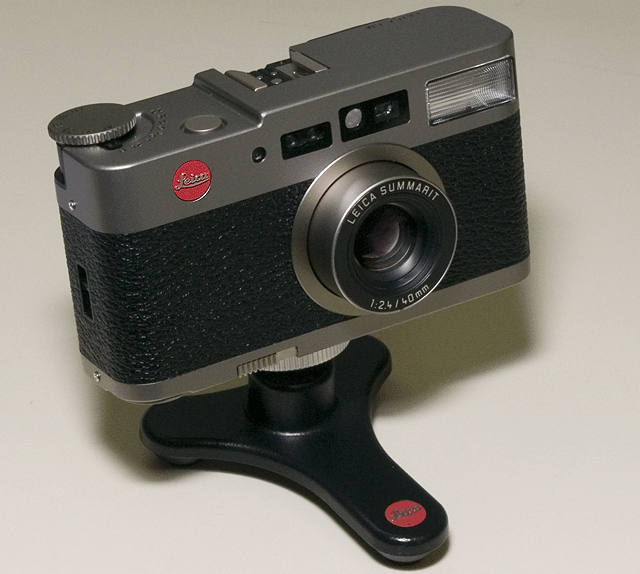
Leica CM mit Objektiv Summarit 1:2,4/40 mm (2003–2007)

Die ersten Leica-Kompaktkameras entstanden in Zusammenarbeit mit Minolta ähnlich wie bereits die Leica CL im Jahr 1973. Die AF-C1 (1988–1993) verfügte über ein Zwei-Brennweiten-Objektiv (40 mm/1:2,8 und 80 mm/1:5,6), wobei die Tele-Brennweite durch das Zuschalten eines Zweifach-Tele-Konverters hergestellt wurde. Der Nachfolger, die C2-Zoom, besaß hingegen ein echtes Zoomobjektiv (40–90 mm / 1:3,4–7,7).

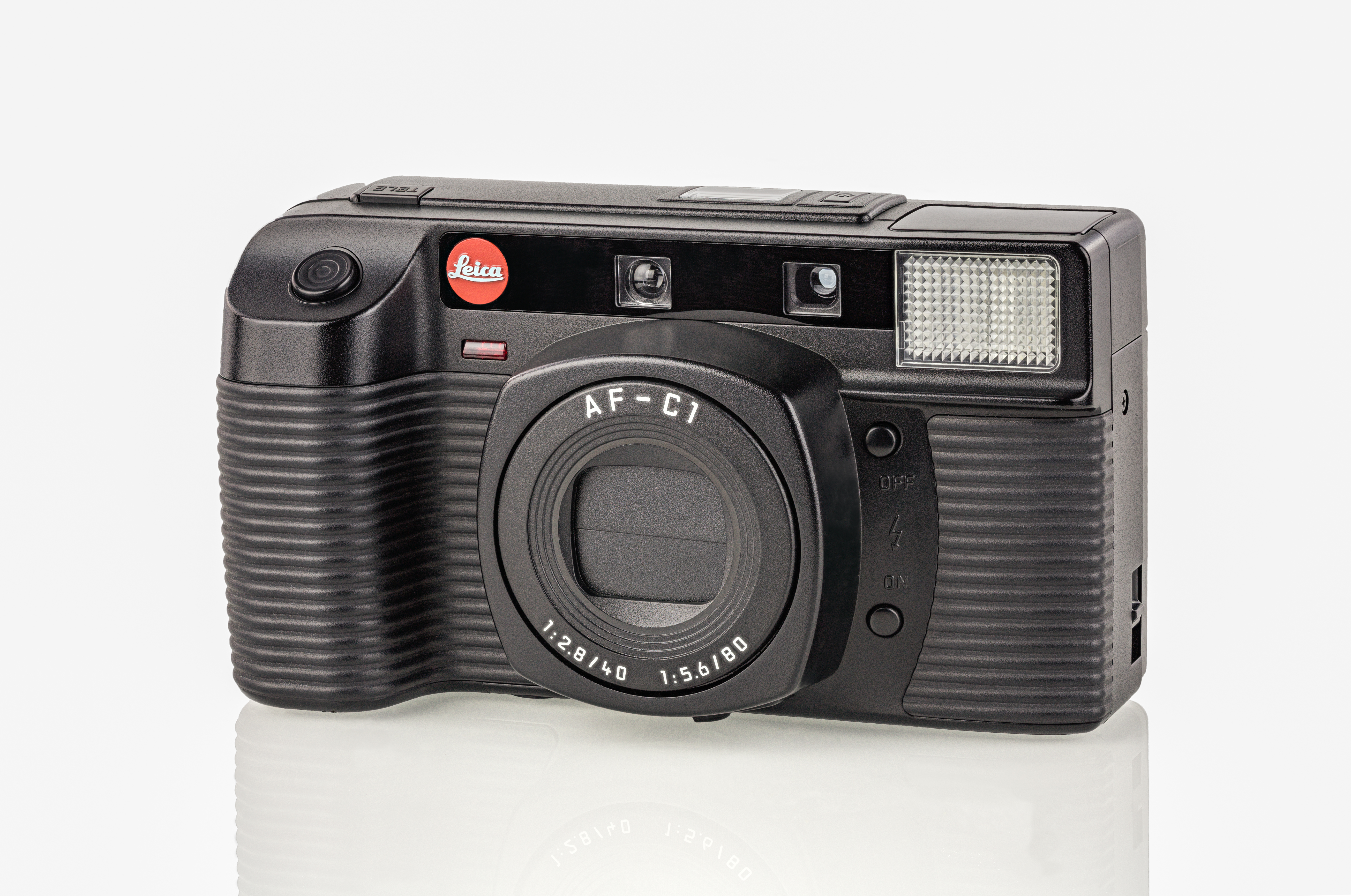
Leica AF-C1

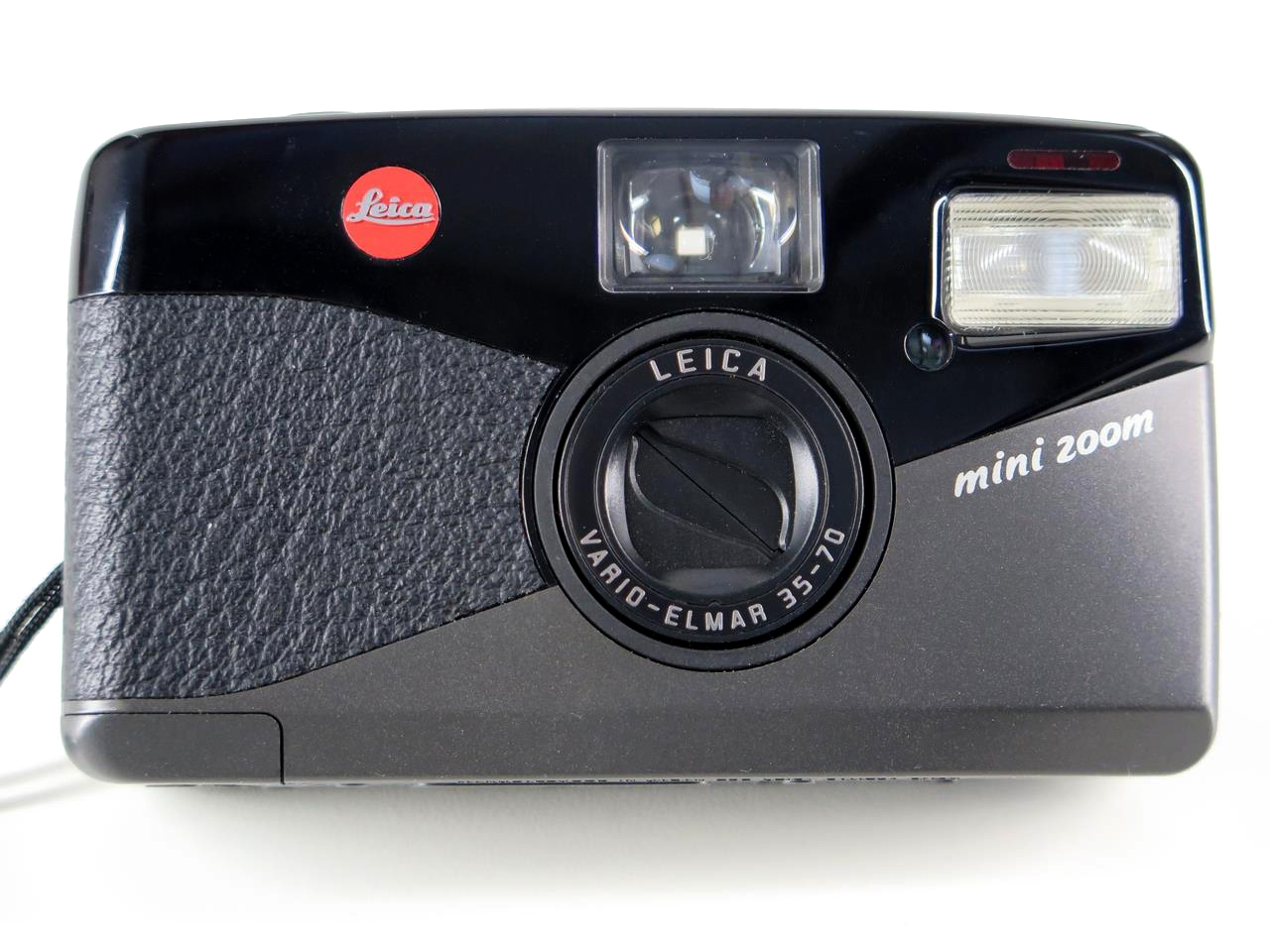
Leica mini Zoom (1993–1997)

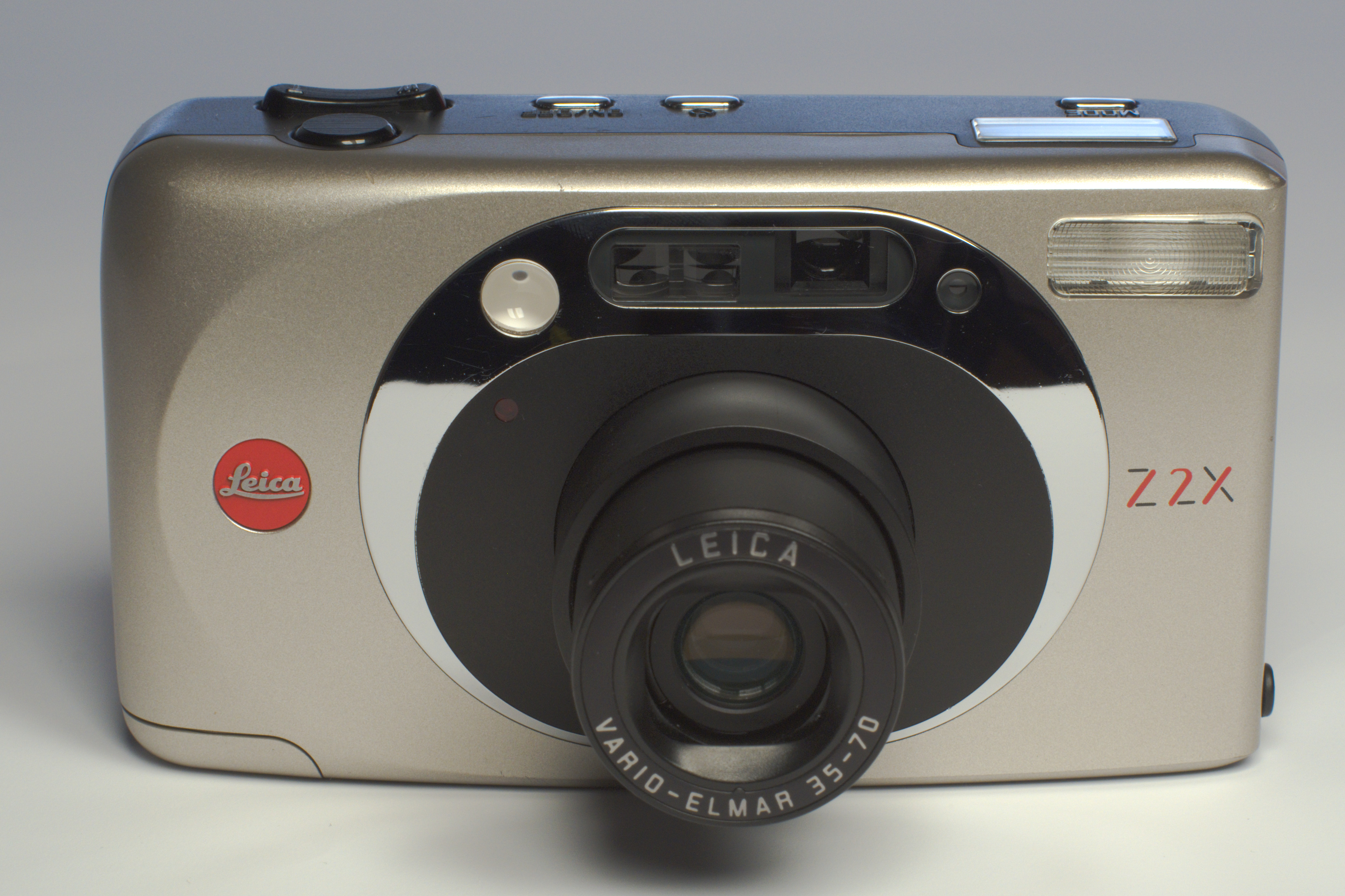
Leica Z2X

Ab 1991 wurden die Kameras der Serie mini eingeführt. Diese kleinen 35-mm-Kompaktkameras mit Plastikgehäuse waren mit einem Elmar 35 mm f/3,5 ausgestattet und entsprachen in ihrer Bauweise Konkurrenzmodellen wie der Olympus AF-1 und Yashica T 2. Sie besaßen Autofokus, einen eingebauten Blitz und motorischen Filmtransport. Charakteristisch für alle minis war die rechteckige Einfassung des Objektivs. Die mini wurde von 1988 bis 1993 angeboten, gefolgt von der mini II (1993–1998) und der mini III (1996–1997). Parallel dazu erschien das Modell mini zoom (1993–1997) mit einem 35–70-mm-Zoomobjektiv. Das Design, wie bei einigen anderen Leica-Produkten bis hin zur Leica S2, stammte von Manfred Meinzer in Zusammenarbeit mit Klaus-Dieter Schaefer. Hergestellt wurde die Kamera von Kyocera für Leica.
Die Minilux waren kleine Kameras für 35-mm-Film mit einem Summarit 40/2.4, das zum Transport in das Titan-Gehäuse der Kamera eingefahren werden konnte. Sie waren preislich deutlich über der mini-Serie angesiedelt. Sie hatten einen eingebauten Blitz, Programm- und Zeitautomatik sowie Autofokus. Die Fertigung der Minilux-Modelle erfolgte durch Panasonic in Japan. Zeitweise wurde auch eine Variante mit Zoomobjektiv angeboten (minilux zoom (1998–2003) mit 35–70-mm-Zoom). Die Variante mit fester Brennweite war im Markt als Konkurrenzmodell zur Contax T2/T3 zu sehen, während die Zoommodelle auf die Contax T-VS zielten.
Die Nachfolgerin der mini-Serie war das Modell Z2X (1997–2001), das preislich unter der minilux-Serie lag. Die Z2X war mit einem 35–70-mm-Zoomobjektiv ausgestattet und wurde in Schwarz, Silber und verschiedenen Sonderfarben angeboten.
Mit der C-Serie (2000–2005) wurden Kameras mit neu gestaltetem Aluminium-Gehäuse und asphärischen Zoomobjektiven eingeführt. Die C1 (2000–2005) hatte ein 38–105 mm Vario-Elmar, die C2 (2002–2005) ein 35–70 mm, und die C3 (2002–2005) ein 28–80 mm-Zoom. Zudem brachte Leica mit der C11 (2000–2001) die einzige Kamera für das APS-Format heraus, die mit einem 23–70-mm-Zoom ausgestattet war (entspricht 33–100 mm Kleinbild).
Die CM (2003–2007) war eine leicht überarbeitete Nachfolgerin der Minilux. Ihr Titan-Gehäuse wurde klassischer gestaltet, während das Summarit 40 mm f/2,4 beibehalten wurde. Zusätzlich zum eingebauten Blitz verfügte sie nun über einen Blitzschuh. Auch eine Variante mit 35–70-mm-Zoomobjektiv wurde angeboten. Anders als die Minilux wurde die CM in Deutschland produziert. Die Fertigung endete im März 2007.

#### Scankamera S1
1996 stellte Leica das professionelle Scannercamera-System S1 vor. Das erste Modell war die Leica S 1 Pro, eine Kamera mit sehr hoher Auflösung für den stationären Einsatz am Reprostativ oder im Studio. Die Auflösung der S 1 Pro betrug ca. 26 Millionen Bildpunkte. Auf einer Fläche von 36 mm × 36 mm wurden 5140 × 5140 Bildpunkte (Pixel) gescannt und per Lichtleiter direkt an den angeschlossenen Rechner übertragen. Eine Besonderheit war das wechselbare Objektiv-Adaptersystem, das es möglich machte, Objektive der Systeme Leica R, Leica M, Hasselblad, Mamiya 4,5×6, Schraubgewinde, Großformat sowie alle mechanischen Objektive von Canon (FD), Nikon etc. anzuschließen. Die Software für die S 1 Pro/Alpha war das von LaserSoft Imaging für Hochleistungsscanner entwickelte SilverFast. Es wurden ca. 160 Kameras gebaut und hauptsächlich an Museen, Archiven, Forschungsanstalten, Dokumentationsabteilungen verkauft. Der Preis lag 1998 bei ca. 33.000 DM. Das System wurde weltweit durch Leica direkt und durch den grafischen Fachhandel verkauft. 1998 kamen die Leica S 1 Alpha mit der halben Auflösung (ca. 20.000 DM) und eine S 1 Highspeed mit 4000 × 4000 Bildpunkten und extrem kurzen Scanzeiten (ca. 45.000 DM) auf den Markt.

#### Digilux

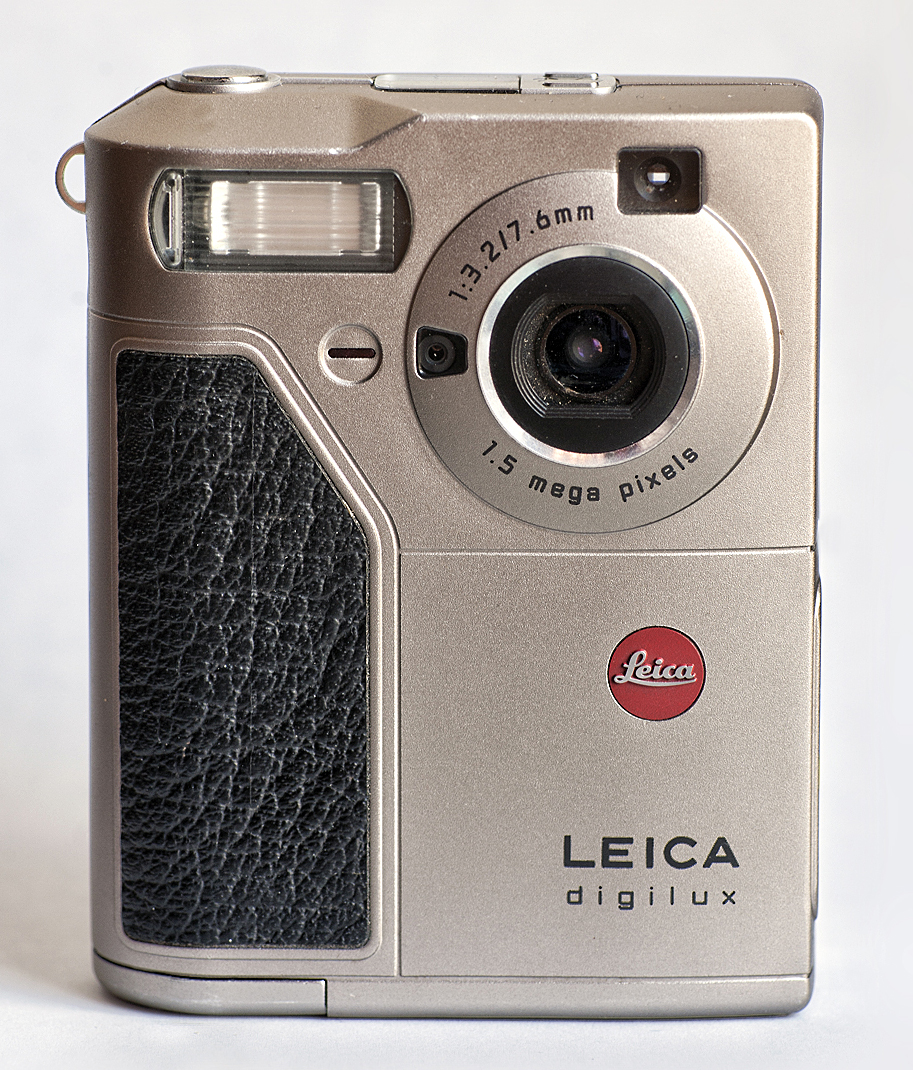
Digilux (1998)

Leica ging 1998 eine strategische Allianz mit Fujifilm ein. Aus dieser Partnerschaft gingen die ersten Digilux-Kameras hervor. Diese frühen OEM-Modelle waren weitgehend baugleich zu den Fuji-Modellen, waren mit einem edleren Gehäuse modifiziert und wurden zu einem erhöhten Preis angeboten; die Leica Digilux, Leica Digilux Zoom und im September 2000 die Leica Digilux 4.3. Die Partnerschaft war der Anfang für Leica im Geschäft mit Digitalkompaktkameras. Nach der Kooperation mit Fujifilm fand Leica 2001 in Matsushita/Panasonic einen neuen Partner. Einige Panasonic-Videokameras und auch digitale Kompaktkameras wurden ab diesem Zeitpunkt mit Leica-Objektiven ausgestattet; bei Camcordern beispielsweise mit Dicomar-Zoom-Objektiven.
Anfang 2002 erschien die Leica Digilux 1. Bei diesem Modell sollte über das Design von Achim Heine an die Tradition früherer Leicas angeknüpft werden. Im Mai 2004 kam die Digilux 2 auf den Markt. Im Design war die Digilux 2 stark an die klassische Leica M angelehnt. Die Kamera wurde bis zum Frühjahr 2006 produziert.
Im September 2006 stellte Leica auf der Photokina in Köln die Leica Digilux 3 vor, eine digitale Spiegelreflexkamera im Four-Thirds-Standard. Sie war technisch weitgehend identisch mit der Lumix DMC-L1 von Panasonic, unterschied sich aber in der Kamerasoftware und der Farbgebung des Gehäuses. Durch das Four-Thirds-Bajonett war die Nutzung von Objektiven von Sigma, Panasonic und Olympus möglich. Über einen Adapter konnten zudem Leica-R-Objektive verwendet werden, jedoch nur mit Arbeitsblende.

#### D-Lux
Die D-Lux-Reihe besteht aus kompakten Digitalkameras, die erstmals 2003 eingeführt wurden.
Modellübersicht:
- D-Lux (2003): 1/1,8"-CCD-Bildsensor, 3,9 Megapixel, Zoomobjektiv mit 33–100 mm (entspricht Kleinbild) und Blende f/2,8–4,9.
- D-Lux 4 (2008): 1/1,63"-CCD-Bildsensor, 10 Megapixel, Zoomobjektiv mit 24–60 mm (entspricht Kleinbild) und Blende f/2,0–2,8.
- D-Lux 5 (2010): 1/1,63"-CCD-Bildsensor, 10 Megapixel, Zoomobjektiv mit 24–90 mm (entspricht Kleinbild) und Blende f/2,0–3,3.[148]
- D-Lux 6 (2012): 1/1,7"-MOS-Bildsensor, 10 Megapixel, Zoomobjektiv mit 24–90 mm (entspricht Kleinbild) und Blende f/1,4–2,3.
- D-Lux (Typ 109) (2014): 4/3"-MOS-Bildsensor, 12 Megapixel, Zoomobjektiv mit 24–75 mm (entspricht Kleinbild) und Blende f/1,7–2,8.
- D-Lux 7 (2018): 4/3"-MOS-Bildsensor, 17 Megapixel, Zoomobjektiv mit 24–75 mm (entspricht Kleinbild) und Blende f/1,7–2,8.

(Für aktuelle Modelle siehe weiter oben)

#### C-Lux
Die C-Lux-Serie wurde 2006 auf der Photokina vorgestellt, die weitgehend baugleich mit den Panasonic-Schwestermodellen ist. 2007 wurde das zweite Modell vorgestellt, ein Jahr später folgte das Dritte. 2013 erschien die Leica C (Typ 112) und 2018 folgte die Leica C-Lux (Typ 1546).
Modellübersicht:
- C-Lux 1: 1/2,5"-CCD-Bildsensor, 6 Megapixel, Zoomobjektiv mit 28–102 mm (entspricht Kleinbild) und Blende f/2,8–5,6.
- C-Lux 2: 1/2,5"-CCD-Bildsensor, 7,2 Megapixel, Zoomobjektiv mit 28–100 mm (entspricht Kleinbild) und Blende f/2,8–5,6.
- C-Lux 3: 1/2,33"-CCD-Bildsensor, 10 Megapixel, Zoomobjektiv mit 25–125 mm (entspricht Kleinbild) und Blende f/2,8–5,9.
- C (Typ 112) (2013): 1/1,7"-CMOS-Bildsensor, 12 Megapixel, Zoomobjektiv mit 28–200 mm (entspricht Kleinbild) und Blende f/2,0–5,9.
- C-Lux (Typ 1546): 1"-CMOS-Bildsensor, 20 Megapixel, Zoomobjektiv mit 24–360 mm (entspricht Kleinbild) und Blende f/3,3–6,4.

#### V-Lux
Die V-Lux Kameras erschienen erstmalig 2007 und waren weitgehend baugleich mit der Panasonic Lumix DMC-FZ50. 
Modellübersicht:

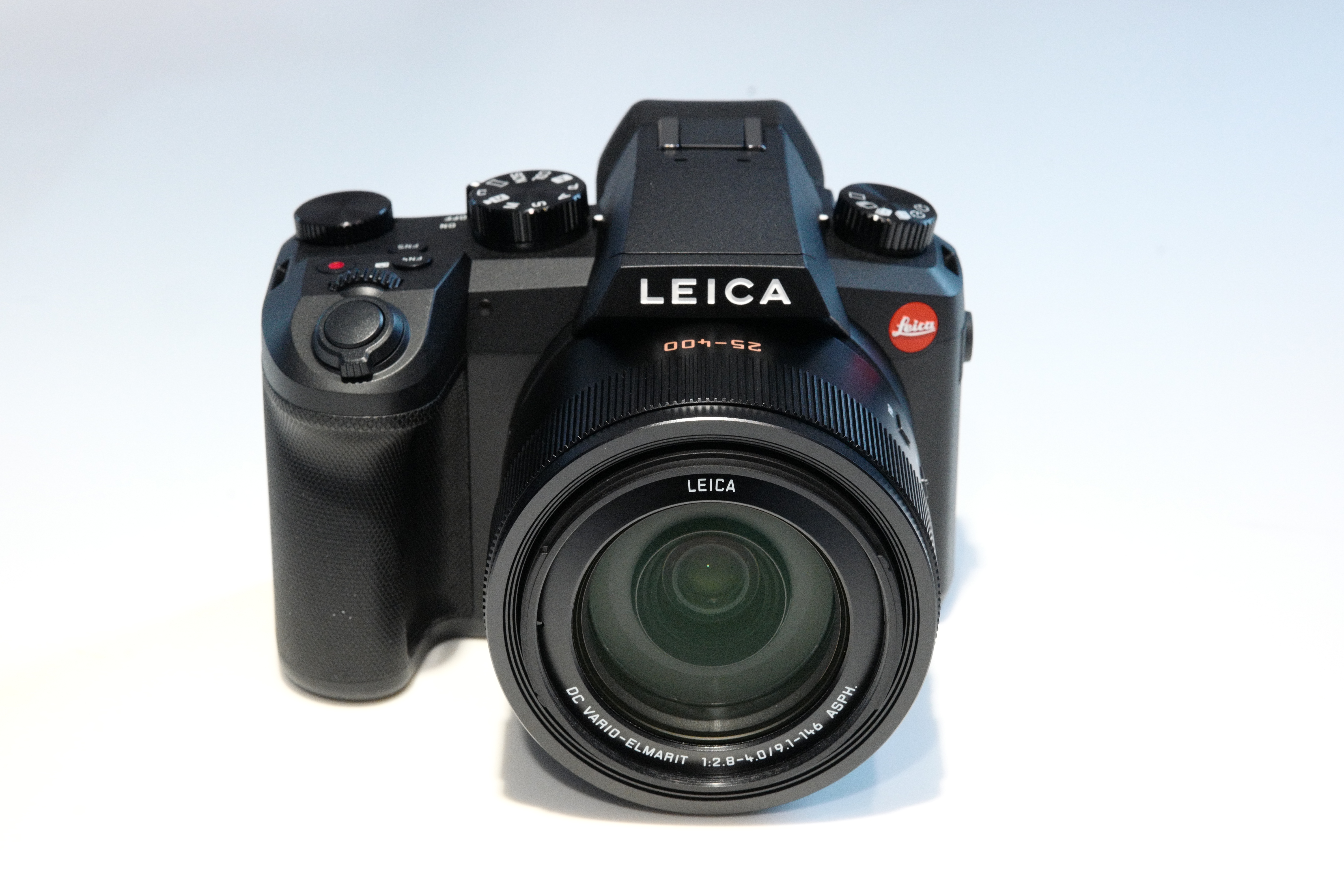
Leica V-Lux 5

- Leica V-Lux 1 (2007): Bridgekamera mit fest eingebautem 12-fach-Zoomobjektiv Leica DC Vario-Elmarit (Brennweite: 7,4–88,8 mm, 35–420 mm).
- Leica V-Lux 20 (2010): Leica DC-Vario-Elmarit 1:3,3–4,9/4,1–49,2 mm ASPH. (25–300 mm), weitgehend baugleich mit der Panasonic Lumix DMC-TZ10.
- Leica V-Lux 2 (2010): 14,1-MP-CMOS-Sensor, Leica DC Vario-Elmarit 2,8–5,2 / 4,5–108 mm ASPH. (25–600 mm), 11 fps bei voller Auflösung, 60 fps bei reduzierter Auflösung.[149]
- Leica V-Lux 3 (2012): Schwestermodell der Panasonic Lumix DMC-FZ150, Leica DC-Vario-Elmarit 1:2,8–5,2/4,5–108 mm (24-fach-Zoom).
- Leica V-Lux 4 (2012): Leica DC-Vario-Elmarit 1:2,8–5,2/4,5–108 mm, konstante Blende f/2,8 über den gesamten Brennweitenbereich.[150]
- Leica V-Lux (Typ 114) (2014): Schwestermodell der Panasonic Lumix DMC-FZ1000, Leica DC-Vario-Elmarit 1:2,8–4/9,1–146 mm (16-fach-Zoom, 25–400 mm Kleinbild).[151][152]
- Leica V-Lux 5 (2019): Leica DC-Vario-Elmarit 1:2,8–4/9,1–146 mm (16-fach-Zoom, 25–400 mm Kleinbild), 1-Zoll-Sensor mit 20 MP, 4K-Videoaufzeichnung bis 30 fps, Full-HD bis 120 fps. Schwenk- und drehbarer Touchscreen mit 1,24 Megapixeln.[152]

#### Leica S

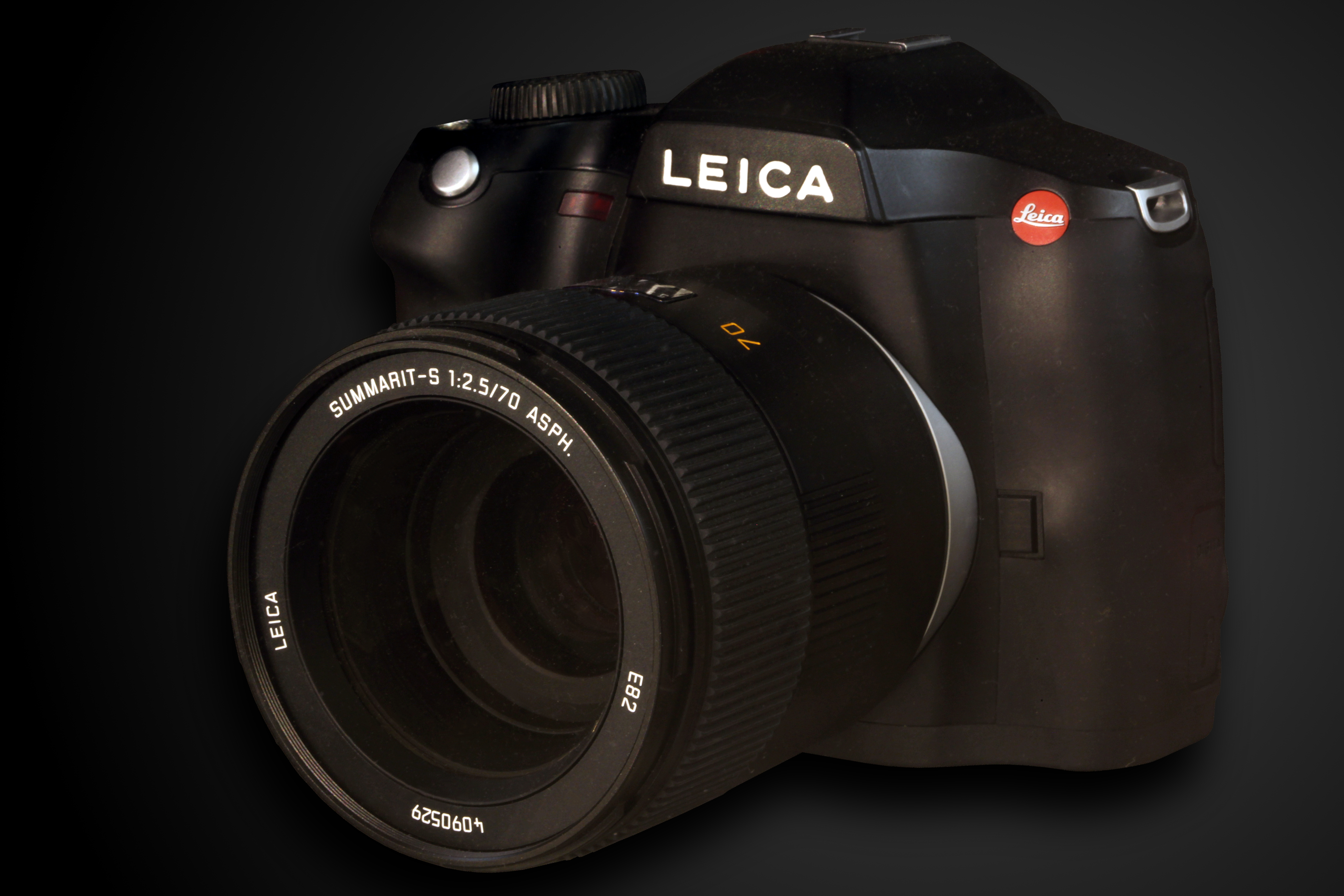
Leica S2

Im September 2008 stellte Leica mit der Baureihe S ein neu entwickeltes digitales Spiegelreflexkamerasystem vor. Die Baureihe verfügte über ein robustes Magneisumgehäuse und war gegen Spritzwasser und Staub abgedichtet. Der Sensor maß 45 mm × 30 mm und lag zwischen Kleinbild- und Mittelformat. Die erste Kamera, die S2 (S1 war bereits die Bezeichnung einer früheren Digitalkamera von Leica, vgl. oben), war mit einem 37-Megapixel-CCD-Sensor von Kodak ausgestattet. Der Bildprozessor Maestro wurde mit Fujitsu entwickelt. Die Kamera verfügte über einen Schlitzverschluss mit einer Blitzsynchronzeit von 1/125 s und konnte zusätzlich Objektive mit Zentralverschluss („CS“) steuern, die eine Synchronzeit von 1/500 s boten. Produktion von Kamera und Objektiven erfolgte in Deutschland.
Im September 2014 kam der Nachfolger, die S-E auf den Markt. Sie hatte einen CMOS-Bildsensor. Zu erkennen war die S-E (Typ 006) an der anthrazitgrau lackierten Deckkappe mit dem Silber eloxierten Verschlusszeitenrad.
Ab 2016 konnte die Leica S mit einem Adapter Sinar p MF-L des von Leica übernommenen Herstellers Sinar auch als Fachkamera verwendet werden.
Im März 2020 erschien die letzte Kamera der Reihe, die Leica S3, mit einem neuentwickelten 64 Megapixel auflösenden Bildsensor. Der Sensor hatte eine Dynamikumfang von 15 Blendenstufen eine Lichtempfindlichkeit bis zu ISO 50.000. Videoaufnahmen waren mit einer Auflösung von bis zu 4096 x 2160 Pixeln möglich.

#### Leica X
Am 9. September 2009 wurde auf einer im Internet übertragenen Pressekonferenz die Leica X1 vorgestellt. Sie basierte auf einem modifizierten Gehäuse des M-Systems und besaß ein 1:2,8/24-mm-Objektiv mit Autofokus-Funktion (äquivalent 35 mm KB-Format). Der CMOS-Bildsensor (APS-C Format) hatte 12,2 Megapixel. Die Leica X1 verfügte über ein integriertes Blitzgerät, einen Elf-Punkte-Autofokus und über eine Belichtungsautomatik. Die Belichtung konnte über Bedienräder aber auch halbautomatisch oder manuell eingestellt werden. Die Belichtungsmessung war zwischen Mehrfeld, Mittenbetont und Spot wählbar. Als Bildformat standen JPEG und DNG zur Verfügung. Serienbildaufnahmen waren ebenfalls möglich.
Am 11. Mai 2012 wurde das Modell Leica X2 präsentiert, das sich von der X1 im Wesentlichen durch einen Sensor mit 16,2 Megapixeln und einem verbesserten Autofokus unterschied. Im Gegensatz zur X1 konnte alternativ ein elektronischer Sucher (EVF2) verwendet werden. Der EVF2 war bis 90° nach oben klappbar und hatte 1,4 Millionen Bildpunkte. Der rückwärtige Bildschirm maß 2,7 Zoll und hatte 230.000 Bildpunkte. Die Leica X2 gab es wahlweise in Schwarz oder Silber.
2014 erschien die Leica X-E (Typ 102). Bei ihr handelte es sich um die X2 in einem neuen titanfarbenen Gehäuse. Ebenfalls 2014 erschien die Leica X (Typ 113). Das festeingebaute Objektiv hatte eine Brennweite von 23 mm (Kleinbildäquivalent) und eine Blende von f/1,7. Der Bildschirm hatte eine Diagonale von 7,5 Zentimetern und eine Auflösung von 0,92 Megapixeln. Neu war ein Digiscoping-Adapter. Mit diesem konnte die Kamera an die Spektive APO-Televid 82 und APO-Televid 65 angeschlossen werden.
2016 wurde die Leica X-U (Typ 113) vorgestellt, die letzte Kamera der X-Reihe. Es handelte sich um eine wasserdichte Version der X (Typ 113) mit einem 23-mm-F1,7-Objektiv (entspricht 35 mm KB). Sie war bis 15 m wasserdicht, staubgeschützt, kälteresistent und sturzsicher bis 1,22 m. Der 16-MP-CMOS-Sensor ermöglichte Full-HD-Videoaufnahmen mit 30 fps, die Naheinstellgrenze lag bei 20 cm.

#### Leica X Vario
Im Juni 2013 wurde das Modell Leica X Vario vorgestellt. Als erstes Modell der X-Reihe war es mit einem Vario-Objektiv Leica Vario-Elmar 1:3,5–6,4/18–46 mm ASPH. (entsprechend 28–70 mm bei Kleinbild-Format) ausgestattet. Das Vario Elmar setzte sich aus neun Linsen zusammen, die in acht Gruppen angeordnet waren. Die minimale Fokusdistanz lag bei 30 Zentimetern, die kleinste Blende betrug f/16. Der CMOS-Sensor, Größe APS-C (23,6 mm × 15,7 mm) wieß 16,5/16,3 MP (total/effektiv) im Seitenverhältnis 3:2 auf. Die Leica X Vario bot eine Videoaufnahmefunktion in Full-HD-Auflösung von 1.920 × 1.080 Pixeln inklusive Tonaufzeichnung mit Windgeräuschfilter; gespeichert wurde im MP4-Format. Ein elektronischer Sucher mit dem Namen „EVF 2“ ließ sich über den Blitzschuh optional anschließen. Ein Miniatur-Blitzgerät war eingebaut und ließ sich ausklappen. Im Design und in der Fertigungsqualität war es an der Leica M orientiert: Das Gehäuse bestand aus Magnesium und Aluminium; die Deckkappe wurde im gleichen Verfahren wie bei der Leica M aus massivem Aluminium gefräst.

#### Leica Q (bis 2019)
Die erste Leica Q trug die Typnummer 116 und wurde am 10. Juni 2015 vorgestellt. Die Form des Kameragehäuses erinnerte an die Leica M, wobei das Objektiv deutlich weiter rechts (bei Frontalansicht) saß. Ab der ersten Leica Q wurde ein Display mit Touchfunktion verbaut. Der CMOS-Kleinbildsensor hatte eine Auflösung von 6000 × 4000 Pixel. Das fest verbaute Objektiv Summilux 28mm f/1.7 ASPH. wurde eigens für die Leica Q entwickelt. Es bot Autofokus und einen Makromodus, der Naheinstellung bis 17 cm erlaubte. Außerdem besaß die Leica Q (Typ 116) einen elektronischen Sucher mit 100 % Bildfeldabdeckung und eine Videofunktion, die Videoaufnahmen mit 60 Hz Abtastrate bei einer Auflösung von 1920 × 1080 Bildpunkten ermöglichte.
Im November 2018 ergänzte Leica die Leica-Q-Reihe mit der Leica Q-P. Diese war bis auf ihr Äußeres identisch zur Leica Q (Typ 116).
Mit der Leica Q2 brachte Leica 2019 die erste technische Verbesserung der Q-Reihe auf den Markt. Die größte Neuerung war der neue Sensor mit einer Auflösung von 47,3 Megapixel. Das Display im elektronischen Sucher wurde durch ein OLED-Display abgelöst und löst dabei weiterhin 3,68 Megapixel auf. Durch die neue Sensorauflösung der Leica Q2 wurde neben den bereits bekannten Ausschnittvergrößerungen auf 35 mm und 50 mm nun auch eine 75-mm-Option verfügbar. Die Bildauflösung betrug dabei 6,7 Megapixel.
(Für aktuelle Modelle siehe weiter oben)

#### Leica Sofort
Die erste Leica Sofort wurde 2016 eingeführt und ermöglichte die direkte Ausgabe analoger Sofortbilder.
(Für aktuelle Modelle siehe weiter oben)

### Sportoptik

#### Ferngläser
1907 wurde das erste Leica Prismenfernglas angeboten, das Binocle 6×18. In den folgenden Jahren kamen viele neue Modelle auf den Markt, z. T. mit patentierten Neuentwicklungen. Die Vergrößerungsfaktoren reichen von 6-fach bis 18-fach, die Objektivdurchmesser von 18 bis 60 mm, darunter in der Zeit des Ersten Weltkrieges zahlreiche Militärmodelle, meist in Porro-II-Bauweise. 1931 wurde die Fernglasproduktion aus wirtschaftlichen Gründen zunächst eingestellt.
1956 erschien mit dem Leitz Amplivid 6×24 das erste Dachkantprismenfernglas, das auf drei Leitz-Patenten aus den Jahren 1949 bis 1954 basierte. 1958 folgten die ersten beiden Gläser der Trinovid-Serie, die erstmals eine echte Innenfokussierung boten.
Bereits Mitte der 1960er-Jahre wurden mit dem Trinovid große wahre Gesichtsfelder mit Sichtbreiten von 170 m auf 1000 m Entfernung (entspricht einem wahren Gesichtsfeld von ca. 9,72°) erreicht. Speziell für das Apollo-Programm der NASA entwickelte Leitz ein monokulares Trinovid 10×40, das als „Eye of Apollo“ bezeichnet wurde.
Im Test von Ferngläsern der Stiftung Warentest im August 2019 wurde das Trinovid BCA 10×25 wie fast alle anderen Mitbewerber aufgrund von PAKs in Gehäuse, Augenmuscheln und Trageriemen, mit denen der Nutzer in Kontakt kommt, deutlich abgewertet. Leica verwies darauf, dass gesetzliche Vorgaben eingehalten wurden.
(Für aktuelle Modelle siehe weiter oben)

#### Entfernungsmesser
1992 brachte Leica mit dem Geovid das weltweit erste Fernglas mit integriertem Entfernungsmesser auf den Markt. Der Leica Rangemaster CRF 2800.COM war der erste Entfernungsmesser von Leica mit integriertem Bluetooth, der mit der eigens konzipierten Smartphone App verbunden werden konnte. Mit der Hunting-App ließen sich individuelle Ballistikeinstellungen am Smartphone konfigurieren. Das Leica-eigene Ballistikprogramm ABC berechnete anhand von Kaliber, Geschossart, Flugbahn und Gewicht die individuellen ballistischen Ausgabewerte.
(Für aktuelle Modelle siehe weiter oben)

### Mobile
Die Anfänge von Leica im Mobilbereich begannen im Jahr 2015 mit der Zusammenarbeit mit dem chinesischen Technologiekonzern Huawei. Diese strategische Partnerschaft resultierte in der Entwicklung von Dual-Kamerasystemen, beginnend mit dem Huawei P9, das unter der Mitwirkung von Leica entstand. Die Zusammenarbeit wurde auf mehrere Flaggschiff-Modelle ausgedehnt und umfasste neben der Hardware-Entwicklung auch die Abstimmung von Bildverarbeitung.
Ab dem 16. Juli 2021 begann der Verkaufsstart des ersten eigenen Smartphones der Leica Camera AG in Japan. Das Leitz Phone 1 im Leica Design und mit einem für Smartphones außergewöhnlich großen 1-Zoll-Bildsensor mit 20.2 Megapixeln, wurde in Zusammenarbeit mit Sharp Corporation exklusiv für den japanischen Markt entwickelt. Das Objektiv hatte eine Lichtstärke von f/1,9 und ein bis zu 6-fach digitalem Zoom. Das Handy speicherte wahlweise die Fotos im RAW- und/oder JPEG-Format ab. Die Kamera verfügte über ein Aluminium-Gehäuse mit einer Glasschicht aus Gorilla-Glas. Es hatte einen vergleichsweise großen, separaten Leica-Objektivdeckel. In das Display integriert war der Qualcomm 3D Sonic Max, der größte In-Display-Fingerabdrucksensor für Smartphones von Qualcomm-Technologies, der durch seine Funktionsweise mit Ultraschall auch bei nassen Fingern funktionierte. Das Leitz Phone 1 wurde in Kooperation mit der Sharp Corporation produziert und war ausschließlich in Japan über den Mobilfunkprovider SoftBank erhältlich.
(Für aktuelle Produkte siehe weiter oben)

## Unternehmensstruktur
Die Leica Camera AG ist die Muttergesellschaft des Leica Camera Konzerns mit Sitz in Wetzlar und einem weiteren Produktionsstandort in Vila Nova de Famalicão (Portugal). Zum 31. März 2024 hielt das Unternehmen 24 direkte und 15 indirekte Anteile an Unternehmen in Europa, Nordamerika, Asien und Australien. Das Unternehmen verfügt international über eigene Vertriebsgesellschaften mit rund 120 Leica Stores.
Im Geschäftsjahr 2023/24 beschäftigte Leica rund 2400 Mitarbeiter und erzielte einen Umsatz von 554 Millionen Euro.

## Leica in der Fotokultur

### Leica Galerien und Akademien
Leica engagiert sich weltweit für die Förderung der Fotografie durch verschiedene Institutionen und Programme. Dazu gehören rund 30 Leica-Galerien, die Werke renommierter Fotografen präsentieren. Ergänzend dazu bieten die Leica-Akademien Schulungsprogramme für Fotografen unterschiedlicher Erfahrungsstufen an.
In Wetzlar befindet sich die Leica-Welt, der Hauptsitz der Leica Camera AG, die verschiedene Einrichtungen zur Fotografiegeschichte und -kultur umfasst. Hierzu gehört das interaktive Ernst Leitz Museum, das sich der Geschichte und Entwicklung der Leica-Kamera sowie ihrem Einfluss auf die Fotografie widmet. Es zeigt historische Exponate, technische Entwicklungen und bedeutende fotografische Werke, die mit Leica-Kameras entstanden sind.
Die Leitz Photographica Auction ist eine internationale Auktion für historische Kameras, Objektive und fotografisches Zubehör, die zweimal jährlich in Wetzlar und Wien stattfindet. Neben seltenen Leica-Modellen werden auch Kameras anderer Hersteller versteigert. Immer wieder erzielen dabei historische Stücke Rekordpreise, darunter Prototypen und seltene Exemplare aus frühen Produktionsserien.

### Fotografie-Wettbewerbe und Auszeichnungen
Leica Camera vergibt den Leica Oskar Barnack Award (LOBA) für herausragende dokumentarische Fotografie. Benannt nach Oskar Barnack, dem Erfinder der Leica-Kleinbildkamera, zählt der LOBA zu den renommiertesten Fotopreisen weltweit. Neben dem Hauptpreis wird ein Nachwuchspreis für junge Fotografen vergeben. Der Preis wurde unter anderem von Karin Rehn-Kaufmann, Artdirector von Leica Camera, weiterentwickelt. Rehn-Kaufmann ist zudem Herausgeberin des LOBA-Katalogs und Kuratorin der LOBA-Ausstellungen sowie weiterer Ausstellungen im Ernst Leitz Museum. Seit 2025 ist der jährlich vergebene Leica Women Foto Project Award Bestandteil des LOBA und wird dort als dritte Kategorie ausgezeichnet.
Der Leica Hall of Fame Award ehrt seit 2011 Fotografen für ihr herausragendes Lebenswerk und ihren besonderen Beitrag zur Fotografie. Die Auszeichnung wird an Persönlichkeiten verliehen, die mit ihrer Bildsprache und ihrem Schaffen die Fotografie nachhaltig geprägt haben.

### 100 Jahre Leica I (2025)
Im Jahr 2025 feiert die Leica Camera AG das 100-jährige Jubiläum der ersten seriengefertigten Kleinbildkamera mit weltweiten Veranstaltungen und Sonderausstellungen. Unter dem Motto „100 Jahre Leica: Zeugin eines Jahrhunderts“ werden in Metropolen wie Dubai, Mailand, New York, Wetzlar, Shanghai und Tokio Feierlichkeiten ausgerichtet.
Das Ernst Leitz Museum in Wetzlar beteiligt sich ebenfalls mit zwei Ausstellungen an den Jubiläumsfeierlichkeiten. Die Magie der Straße (Februar bis Juni 2025) widmete sich der Geschichte der Street Photography mit Werken aus der Leica-Sammlung, darunter Fotografien von Henri Cartier-Bresson und Martine Franck. Seit Juni 2025 zeigt das Museum eine Werkschau von Joel Meyerowitz.
Zusätzlich erscheint eine Jubiläumspublikation, die 100 Geschichten rund um Leica beinhaltet. Zudem werden Sondereditionen von verschiedenen Kameras veröffentlicht.

## Forschung und Entwicklung
Leica investiert kontinuierlich in Forschung und Entwicklung, um die technischen und optischen Eigenschaften der Kamerasysteme weiterzuentwickeln. Das Unternehmen entwickelt zudem seine digitale Infrastruktur weiter, um ältere Kamerasysteme mit modernen digitalen Technologien zu verbinden. Hierfür nutzt Leica Computational Imaging, bei dem Algorithmen zur Optimierung der Bildqualität, Rauschreduzierung und des Dynamikumfangs eingesetzt werden. Erkenntnisse aus der Zusammenarbeit mit Smartphone-Herstellern fließen in die Weiterentwicklung der Bildverarbeitung ein. Darüber hinaus entwickelt Leica digitale Dienstleistungen und Softwareanwendungen, die eine Integration mit bestehenden und zukünftigen Produkten ermöglichen. Die digitale Infrastruktur soll die Verbindung zwischen Hardware, Software und vernetzten Anwendungen stärken und neue Möglichkeiten für die Bildbearbeitung und -verwaltung eröffnen.

## Filme
- Die Leica-Geschichte. Lichtblicke aus Wetzlar. Dokumentarfilm, Deutschland, 2012, 45 Min., Buch und Regie: Dorothee Kaden, Produktion: Hessischer Rundfunk, Reihe: Made in Hessen, Erstsendung: 31. Januar 2012 im HR-Fernsehen, Inhaltsangabe von ARD und online-Video vom hr.
- Mega Brands – Leica. Dokumentarfilm, Deutschland, 2014, 50 Min., Buch und Regie: Jobst Thomas, Produktion: jump medien, n-tv, Reihe: Mega Brands, Erstsendung: 4. Juni 2014 bei n-tv, Inhaltsangabe von jump medien.
- Eine Diva im Fokus: Die Leica auf YouTube, abgerufen am 19. Mai 2023 (Dokumentarfilm, Schweiz, 2011, 30 Min., Buch und Regie: Kurt Widmer, Produktion: NZZ, Reihe: NZZ Format, Erstsendung bei 3sat: 9. Juni 2012).
- ZDFinfo Dokus & Reportagen: Leica-Fabrikant – Wie Kriegsgewinnler Ernst Leitz Juden zur Flucht verhalf auf YouTube, 24. Januar 2024 (Laufzeit: 42:45 min.).

## Ausstellungen (Auswahl)
- Augen Auf! 100 Jahre Leica Fotografie sic! in zwei Teilen: Die Klassiker, 4. Dezember 2015 – 21. Februar 2016, Galerie WestLicht[191] und Die Zeitgenossen, 11. Dezember 2015 – 13. Februar 2016, Galerie OstLicht,[192] Wien, Kurator Hans-Michael Koetzle.[193]
- Augen Auf! 100 Jahre Leica Fotografie. (Mit weiteren Exponaten.) 9. März 2016 – 5. Juni 2016 im Kunstfoyer der Bayerischen Versicherungskammer in München.[194]